# コブクロ
コブクロ（ローマ字表記: KOBUKURO）は、黒田俊介と小渕健太郎からなる日本の音楽デュオ。所属レーベルはワーナーミュージック・ジャパン。所属芸能事務所はミノスケオフィスコブクロで、研音と業務提携している。

## 概要
1998年5月、サニックスのセールスマンとして勤務する傍ら、毎週土曜日に単独で路上ライブをしていた小渕と、ストリートミュージシャンをしていた黒田が堺市の堺東銀座通り商店街で出会い、意気投合。同年9月、黒田からの提案で小渕が黒田に楽曲を提供したが、あまりにも黒田のギター演奏がお粗末だったため、成り行きで小渕がギターを弾きコーラスをつけるサポートをした。それを数週繰り返すうちに、黒田から小渕に「一緒に組もう」とユニット結成を持ちかけ、「コブクロ」が結成された。ちなみに、その時に小渕が黒田に提供した楽曲が、後の2005年にシングルとしてリリースされた「桜」である。
ユニット名は2人の名字、小渕（コブチ）と黒田（クロダ）から名づけた。小渕が黒田に初めて作った曲の歌詞カードにあった「作詞・作曲」の欄に「コブチとクロダで作った曲やから、そういう時はコブクロって書いとくで」と書いていたものが、そのまま採用になった。後にそのネーミングのアイデアはお笑いコンビのFUJIWARA（藤本敏史・原西孝幸）から来ていることを明かしている。しかし、これは小渕が後から面白がって『HEY!HEY!HEY!』で話したエピソードであり、実際はジョン・レノンとポール・マッカートニーによる「レノン＝マッカートニー」に憧れて付けたという。また当初はユニット名としてではなく、あくまでも作詞作曲の名義を「コブクロ」と位置付けていた。
彼等のファンを「コブファミ」と呼ぶ。これは、FM802のDJ・ヒロ寺平が命名した。
2014年のツアーでは台湾で初の海外公演を行なうなど、数々のドラマ主題歌などを通して台湾での人気・知名度もある。2019年には大阪上海交流友好大使に就任し、同年のツアーでは5年ぶりとなる台湾公演と共に、初となる上海でのライブも行った。2021年1月1日、YouTubeでのコブクロ公式チャンネル上に【小渕と黒田】というタイトルで動画をアップ。等身大でナチュラルな姿や、コブクロの活動を不定期に配信していくことを発表した。

### 製作体制
オリジナル楽曲のほぼ全ての作詞・作曲をメンバーが行なっており、特に大半の楽曲は小渕が作詞・作曲している。2004年のシングル「永遠にともに／Million films」以降はセルフプロデュースを行なっており、編曲も全て手がけており（カバーアルバムも含む）、ライブで披露する際の楽曲アレンジなども行なっている。エレキギター、ベース、キーボードなどはイメージを伝えてバンドメンバーに自由に演奏してもらうこともあるが、大半のアレンジは小渕が行なっており、ドラムパターンやイントロ、ストリングスのラインなども小渕が考えている。黒田が作詞・作曲する楽曲は最近はオリジナルアルバムに1 - 2曲程度収録されるのが通例となっている。「ANSWER」「時の足音」「卒業」「この地球の続きを」などコブクロの活動においてキーとなる楽曲の制作は共作で行うことがあり、曲のみ共作の楽曲も存在する。
小渕は詞先・曲先どちらも行なうが、基本的には詞先の楽曲が多い。

## 略歴

### 1998年 - 2000年

#### 1998年
- 1998年5月、堺銀座通り商店街で小渕と黒田が出会う。
- 1998年9月8日、コブクロ結成。
- 1998年12月、大阪・戎橋でのストリートライブ中に、現在コブクロが所属するミノスケオフィスコブクロの会長坂田美之助と出会う。

#### 1999年
- 1999年1月8日、小渕が4年間勤めた会社を辞める。同日、黒田はガソリンスタンドのアルバイトに採用される。
- 1999年3月6日、『ライブマリーナ！』(テレビ和歌山)に生出演。これがコブクロとして初のテレビ出演である。
- 1999年4月、『森脇健児の突撃!日本列島』（KBS京都ラジオ）に出演。その際に「桜」がエンディングテーマに使われる。その後、『森脇健児のサタデーミーティング』（KBS京都ラジオ）の第2期としてレギュラー出演。
- 1999年7月9日、大阪・扇町にあるSTAFFで初の券売ライブを開催。この時は67枚しか売れなかった。
- 1999年7月21日、インディーズ1stアルバム 「Saturday 8:pm」発売。

#### 2000年
- 2000年3月、梅田のバナナホールライブにて、初のワンマンホールライブ。
- 2000年3月4日、インディーズ2ndアルバム 「Root of my mind」発売。
- 2000年7月7日、コブクロ初の映像作品であるVHS「I'm Making Progress」発売。
- 2000年10月7日、VHS「“絶風” 52.96 hectopascal」発売。
- 2000年12月19日、大阪厚生年金会館 芸術ホールライブ。同日、インディーズアルバム3rd「ANSWER」発売。
- 2000年12月29日、大阪厚生年金会館 でのTHE BOOMライブ「LOVIBE SPECIAL」にオープニングアクトとして出演。
- 2000年12月31日、渋谷公会堂にてDISK GARAGE主催イベント「LIVE DI:GA」に急遽出演。この日が関東地方での初演奏となる。

### 2001年 - 2005年

#### 2001年
- 2001年3月22日、1stシングル「YELL〜エール〜/Bell」発売、ワーナーミュージック・ジャパンからメジャーデビューを果たす。オリコン初登場10位、最高位 4位のヒットとなった（地元大阪チャートでは1位を獲得）。同日、VHS「ANSWER」発売。ただし、レーベルはMINOSUKE RECORDS。
- 2001年6月20日、2ndシングル「轍-わだち-」発売。
- 2001年8月29日、メジャー1stアルバム「Roadmade」発売。
- 2001年9月29日、30日、大阪厚生年金会館 大ホールにてライブ「Road made」を開催。
- 2001年11月21日、3rdシングル「YOU/miss you」発売。
- 2001年12月31日、大阪市中央体育館にて「カウントダウンライブ"一万人のYELL"」を開催。

#### 2002年
- 2002年2月14日、4thシングル「風」発売。
- 2002年3月9日、中津文化会館公演より「KOBUKURO Live☆Rally 2002」開始。
- 2002年3月13日、第16回日本ゴールドディスク大賞 ニュー・アーティスト・オブ・ザ・イヤーを受賞。
- 2002年4月21日、フェスティバルホール公演を以て「KOBUKURO Live☆Rally 2002」終了。
- 2002年7月10日、5thシングル「願いの詩/太陽」発売。コブクロでは唯一のCCCD作品となる。
- 2002年7月14日、ポルトヨーロッパ第一駐車場特設会場にて初のファンフェスタを開催。
- 2002年8月28日、メジャー2ndアルバム「grapefruits」発売。
- 2002年11月13日、6thシングル「雪の降らない街」発売。
- 2002年12月12日、高松市民会館公演より「KOBUKURO Live☆Rally 2002"grapefruits"」開始。
- 2002年12月22日、初となる大阪城ホール公演を以て「KOBUKURO Live☆Rally 2002"grapefruits"」終了。

#### 2003年
- 2003年3月8日、フェスティバルホール公演より「KOBUKURO Live☆Rally "石の上にも2003年"」開始。
- 2003年4月27日、渋谷公会堂公演を以て「KOBUKURO Live☆Rally "石の上にも2003年"」終了。
- 2003年4月9日、7thシングル「宝島」発売。
- 2003年8月2日、和歌山ビッグホエールにて「ファンフェスタ2003」を開催。
- 2003年8月27日、8thシングル「blue blue」発売。
- 2003年11月6日、メジャー3rdアルバム「STRAIGHT」発売。
- 2003年11月21日、ハーモニーホール座間より「KOBUKURO Live☆Rally 2003 "STRAIGHT"」開始。
- 2003年12月30日、大阪城ホール公演を以て「KOBUKURO Live☆Rally 2003 "STRAIGHT"」終了。

#### 2004年
- 2004年3月24日、メジャーデビュー後初の映像作品であるDVD「LIVE! GO! LIFE!」を発売。エンドロールに19671人の名前を掲載しギネス記録として申請。
- 2004年3月28日、和歌山ビッグホエールにて「ファンフェスタ2004」を開催。
- 2004年5月7日、ザ・シンフォニーホールにて「サウンド・ルネッサンス」を開催。
- 2004年5月12日、9thシングル「DOOR」発売。初の黒田作詞・作曲のシングルとなる(これは2022年現在唯一である)。
- 2004年6月19日、三郷市文化会館公演より「KOBUKURO LIVE TOUR '04 "DOOR"」開始。
- 2004年7月17日、センチュリーホール公演を以て「KOBUKURO LIVE TOUR '04 "DOOR"」終了。
- 2004年8月31日、札幌ペニーレーン24にて北海道での初単独ライブを開催。
- 2004年9月23日、タレントの所ジョージとユニットトコブクロを結成し、「毎朝、ボクの横にいて。」発売。
- 2004年10月14日、初のセルフプロデュース作品となる10thシングル「永遠にともに/Million Films」発売。収録曲「永遠にともに」がNHK『みんなのうた』で放送される。オリコン6位。シングルでは約3年半ぶりにトップ10入りを果たし、オリコンチャート99週ランクインを記録。
- 2004年11月3日、メジャー4thアルバム「MUSIC MAN SHIP」発売。初のオリコンチャートTOP3入りを果たす。
- 2004年11月19日、岸和田市立浪切ホール公演より「KOBUKURO LIVE TOUR '04"MUSIC MAN SHIP"」開始。
- 2004年11月27日、渋谷公会堂公演にて所ジョージがサプライズゲストとして登場。トコブクロとして「毎朝、ボクの横にいて。」を披露。
- 2004年12月26日、大阪城ホール公演を以て「KOBUKURO LIVE TOUR '04"MUSIC MAN SHIP"」終了。ワンマンホールライブ100、101回目はツアーファイナルの大阪城ホールで達成。

#### 2005年
- 2005年3月20日、和歌山ビッグホエールにて「ファンフェスタ2005」を開催。
- 2005年4月6日、DVD「KOBUKURO LIVE TOUR '04 "MUSIC MAN SHIP" FINAL」発売。
- 2005年5月11日、11thシングル「ここにしか咲かない花」発売。
- 2005年6月11日、浦安市文化会館より「KOBUKURO LIVE TOUR '05 "ここにしか咲かない花"」開始。
- 2005年7月26日、広島厚生年金会館公演を以て「KOBUKURO LIVE TOUR '05 "ここにしか咲かない花"」終了。
- 2005年11月2日、12thシングル「桜」発売。
- 2005年12月17日、「ここにしか咲かない花」が第38回日本有線大賞 有線音楽優秀賞(ポップス)を受賞。
- 2005年12月21日、メジャー5thアルバム「NAMELESS WORLD」発売。シングル・アルバム通じて初のオリコンチャート1位を獲得し、出荷枚数で初のミリオンを達成。
- 2005年12月31日、「桜」が第47回日本レコード大賞金賞を受賞。同日、『第56回NHK紅白歌合戦』に初出場（歌唱曲は「桜」）。

### 2006年 - 2010年

#### 2006年
- 2006年1月9日、第84回全国高校サッカー選手権大会決勝で国立競技場にて「Starting Line」歌唱。
- 2006年3月4日、厚木市文化会館公演より「KOBUKURO LIVE TOUR '06 "NAMELESS WORLD"」開始。
- 2006年5月6日 、初の日本武道館公演を以て「KOBUKURO LIVE TOUR '06 "NAMELESS WORLD"」終了。
- 2006年7月8日、和歌山ビッグホエールにて「ファンフェスタ2006」を開催。
- 2006年7月26日、13thシングル「君という名の翼」、DVD「KOBUKURO LIVE at 武道館 NAMELESS WORLD」発売。
- 2006年9月27日、シングル（両A面含む）コレクション『ALL SINGLES BEST』を発売し、オリコンウィークリーチャートで4週連続1位を獲得。男性2人組ボーカルユニットとしては、CHAGE and ASKAの『SUPER BEST II』（269.7万枚）の記録を14年ぶりに塗替えるという快挙を成し遂げた。
- 2006年9月30日、テレビ朝日系にて「風」、「Million Films」、「永遠にともに」の 3曲の歌詞、世界観を原作にオリジナルストーリーを書き下ろしたオムニバス形式のドラマ『一生忘れない物語』が放送された。
- 2006年10月7日、広島グリーンアリーナ公演より「KOBUKURO LIVE TOUR '06 "Way Back to Tomorrow"」開始。
- 2006年の年間アルバムチャートでは9位に『NAMELESS WORLD』、 3位に『ALL SINGLES BEST』がランクインしTOP10に2枚がランクイン。アルバム 2作が年間トップ10入りしたのは1998年のB'z以来 8年ぶり。
- 2006年12月3日、名古屋レインボーホール(現:日本ガイシホール)公演を以て「KOBUKURO LIVE TOUR '06 "Way Back to Tomorrow"」終了。
- 2006年12月30日、「君という名の翼」が第48回日本レコード大賞金賞を受賞。
- 2006年12月31日、『第57回NHK紅白歌合戦』に昨年に引き続き2度目の出場（歌唱曲は「風」）。

#### 2007年
- 2007年2月28日、当時同じレコード会社の所属である絢香とのスペシャルユニット「絢香×コブクロ」としてシングル「WINDING ROAD」を発売。
- 2007年3月13日、「ALL SINGELS BEST」が第21回日本ゴールドディスク大賞 アルバム・オブ・ザ・イヤーを受賞。
- 2007年3月21日、14thシングル「蕾」発売。自己最高の初動売上を記録し、発売2週目の2007年4月9日付オリコン週間シングルチャートでシングルでは14作目にして初の1位を獲得。累計で50万枚を超える売上を記録した。
- 2007年4月30日、和歌山ビッグホエールにて「ファンフェスタ2007」を開催。
- 2007年6月6日 - iTunes Store、Mora、Mora win、Listen Japan、OnGen、MySound、Music Ocean等で音楽ダウンロード開始。
- 2007年6月13日、DVD「KOBUKURO LIVE TOUR '06 "Way Back to Tomorrow"」発売。
- 2007年6月16日、広島グリーンアリーナ公演より「KOBUKURO LIVE TOUR '07 "蕾"」開始。
- 2007年8月18日、台風により延期となっていたマリンメッセ福岡公演を以て「KOBUKURO LIVE TOUR '07 "蕾"」終了。
- 2007年11月7日、15thシングル「蒼く優しく」発売。
- 2007年11月29日、「蕾」が第49回日本レコード大賞の金賞にノミネートされ、12月30日の最終審査で同大賞に選ばれた。初の受賞。
- 2007年12月19日、メジャー6thアルバム『5296』発売。前作のベストアルバムに続きオリコンウィークリーチャートで4週連続1位を獲得。累計売上100万枚を超えるヒットとなり、オリジナルアルバムでは2作目（オリコンの集計では初）のミリオン作品となった。
- 2007年12月31日、『第58回NHK紅白歌合戦』に3年連続出場（歌唱曲は「蕾」）。

#### 2008年
- 2008年3月8日、横浜アリーナ公演より「KOBUKURO LIVE TOUR '08 "5296"」開始。
- 2008年6月5日、大阪城ホール公演を以て「KOBUKURO LIVE TOUR '08 "5296"」終了。
- 2008年9月6日、紀三井寺運動公園陸上競技場にて10周年ライブ「FANFESTA2008 ~10YEARS SPECIAL!!!!~」を開催。
- 2008年9月24日、「絢香×コブクロ」のコラボ第2弾シングル「あなたと」発売。
- 2008年10月8日、DVD『KOBUKURO LIVE TOUR '08 "5296" FINAL』発売。
- 2008年10月29日、16thシングル「時の足音」発売。
- 2008年12月12日、メジャーデビュー後としては初のストリートライブを東京・渋谷で行う。
- 2008年12月24日、DVD『KOBUKURO FAN FESTA 2008〜10 YEARS SPECIAL!!!!』発売。
- 2008年12月28日、原宿クエストホールにて「［リアル］×［コブクロ］」トークライブ開催。
- 2008年12月31日、『第59回NHK紅白歌合戦』に4年連続出場（歌唱曲は「時の足音」）。

#### 2009年
- 2009年3月22日、和歌山ビッグホエールにて「ファンフェスタ2009」を開催。また「MEET THE MUSIC LIVE withコブクロ・ファンフェスタ2009」としてファンフェスタ2009の一部の模様が全国民放FM53局で同時生中継された。
- 2009年4月15日、17thシングル「虹」発売。同日、発売を記念して東京タワーが虹色にライトアップされ、またミニライブを行った。
- 2009年7月15日、18thシングル「STAY」発売。
- 2009年7月29日、羽田空港にて「JAL × コブクロ・ジェット」の初お披露目&ミニライブをで開催。
- 2009年8月5日、メジャー7thアルバム『CALLING』発売。
- 2009年8月22日、マリンメッセ福岡公演より「KOBUKURO LIVE TOUR '09 "CALLING"」開始。
- 2009年11月28日、日本武道館公演を以て「KOBUKURO LIVE TOUR '09 "CALLING"」終了。
- 2009年12月31日、『第60回NHK紅白歌合戦』に5年連続出場（歌唱曲は「STAY」）。

#### 2010年
- 2010年4月21日、ライブDVD＆Blu-ray「KOBUKURO LIVE TOUR '09 "CALLING" FINAL」を発売。同時に、「KOBUKURO LIVE TOUR '08 "5296" FINAL」・「KOBUKURO LIVE TOUR '06 "Way Back to Tomorrow"」のBlu-ray版を発売。
- 2010年4月29日、和歌山ビッグホエールにて「ファンフェスタ2010」を開催。
- 5月17日付アルバムランキングで2006年に発売したベストアルバム「ALL SINGLES BEST」が累積売上3,000,347枚となり、史上21作目の300万枚突破アルバムとなった。ボーカルグループとしてはシングル・アルバムを通じてオリコン史上初となる。
- 2010年7月28日、宮崎県で発生した口蹄疫被害の支援を目的として「今井美樹×小渕健太郎 with 布袋寅泰+黒田俊介」名義でシングル「太陽のメロディー」を発売。
- 2010年8月25日、初のカバーアルバムをとなる「ALL COVERS BEST」を40万枚限定で発売。
- 2010年9月25日、長居陸上競技場公演より初となるスタジアムツアー「KOBUKURO STADIUM LIVE 2010」開始。
- 2010年10月10日、宮崎市生目の杜運動公園公演を以て「KOBUKURO STUDIUM LIVE 2010」終了。
- 2010年10月24日、青山学院大学にて学園祭ライブを開催。
- 2010年11月6日、関西大学にて学園祭ライブを開催。
- 2010年11月17日、19thシングル「流星」発売。
- 2010年12月31日、『第61回NHK紅白歌合戦』に6年連続で出場（歌唱曲は「流星」）。

### 2011年 - 2015年

#### 2011年
- 2011年2月16日、20thシングル「Blue Bird」発売。
- 2011年4月13日、ライブDVD＆Blu-ray「KOBUKURO STADIUM LIVE 2010〜OSAKA・TOKYO・MIYAZAKI〜」発売。
- 2011年4月27日、21stシングル「あの太陽が、この世界を照らし続けるように。」発売。
- 2011年5月28日、エコパアリーナ公演より「KOBUKURO LIVE TOUR 2011 "あの太陽が、この世界を照らし続けるように。"」開始。
- 2011年8月28日、真駒内セキスイハイムアイスアリーナを以て「KOBUKURO LIVE TOUR 2011 "あの太陽が、この世界を照らし続けるように。"」終了。 アンコールで小渕が発声時頸部ジストニアを患い声が出にくくなり、黒田も腰痛の悪化や喉に疲労がたまっているため半年程度休業することを発表。それに伴い年内に予定されていたファンフェスタやアルバムの発売は中止、『第62回NHK紅白歌合戦』を含む年末の音楽特番はすべて出演しなかった。

#### 2012年
- 2012年1月27日、初の配信限定シングル「蜜蜂」発売。
- 2012年4月5日、活動再開を発表[5]。
- 2012年9月5日、2枚目のベストアルバム「ALL SINGLES BEST 2」発売。同日、ファンによって選ばれた(シングル以外)ベストアルバム「FAN'S MADE BEST」がファンクラブ限定で発売(2022年現在、再販されていない)。
- 2012年9月9日、大阪・万博記念公園 東の広場にて活動再開後初めてとなるライブ「FAN'S MADE LIVE」を開催し、約5万人を動員。
- 2012年11月28日、活動再開後初となるシングル、22ndシングル「紙飛行機」発売。
- 2012年12月26日、完全生産限定版の「KOBUKURO BOX」発売。
- 2012年12月31日、『第63回NHK紅白歌合戦』に2年ぶり7度目の出場（歌唱曲は「紙飛行機」）。

#### 2013年
- 2013年5月11日、マリンメッセ福岡公演より「KOBUKURO LIVE TOUR 2013 "One Song From Two Hearts" supported by glico」開始。
- 2013年7月21日、初となる京セラドーム大阪公演を以て「KOBUKURO LIVE TOUR 2013 "One Song From Two Hearts" supported by glico」終了。
- 2013年7月24日、23rdシングル「One Song From Two Hearts/ダイヤモンド」発売。
- 2013年9月18日、コブクロの楽曲を小渕がギターでアレンジしたインストアルバム「ツマビクウタゴエ~KOBUKURO songs,acoustic guitar instruments~」発売。
- 2013年10月17日、グランフロント大阪で5年ぶりとなるストリートライブを敢行、以後年内に広島、名古屋、東京、富山で行う。
- 2013年11月9日、国立代々木競技場 第一体育館にて「NHK杯国際フィギュアスケート競技大会」に出演(「今、咲き誇る花たちよ」を披露)。
- 2013年12月5日・12月9日、フェスティバルホール・東京国際フォーラムにてコブクロプレミアムライブ開催。東京では約8年ぶりとなるホールでのワンマンライブ。
- 2013年12月18日、オリジナルアルバムとしては4年4ヶ月ぶりとなる8thアルバム「One Song From Two Hearts」、ライブDVD＆Blu-ray「KOBUKURO LIVE TOUR 2013 "One Song From Two Hearts" FINAL at 京セラドーム大阪」発売。
- 2013年12月21日・12月23日、アルバム「One Song From Two Hearts」発売記念フリーライブを神戸ワールド記念ホール・東京ドームシティホールにて開催。
- 2013年12月31日、『第64回NHK紅白歌合戦』に8度目の出場（歌唱曲は「今、咲き誇る花たちよ」）。

#### 2014年
- 2014年2月19日、24thシングル「今、咲き誇る花たちよ」発売。
- 2014年4月4日・4月7日、「コブクロスペシャル・ライブ～クラシックホールに響く2人の歌声～」が大阪・いずみホール、東京・浜離宮朝日ホールにて行われた。
- 2014年5月17日、広島グリーンアリーナ公演より「KOBUKURO LIVE TOUR 2014 "陽だまりの道"」開始。
- 2014年6月4日、25thシングル「陽だまりの道」発売。
- 2014年6月14日・6月15日、国立台湾大学総合体育館にて、初の海外公演を行う。
- 2014年7月20日、京セラドーム大阪公演を以て「KOBUKURO LIVE TOUR 2014 "陽だまりの道"」終了。
- 2014年7月27日、勾当台公園市民広場にて「TBC夏まつり2014 絆みやぎ~KEEP ON!~」に出演。
- 2014年8月23日、国営讃岐まんのう公園にて「15th Anniversary MONSTER baSH 2014」に出演。
- 2014年8月30日、HARD OFF ECO スタジアム新潟にて「音楽と髭達」に出演。
- 2014年9月6日、福島県あづま総合体育館にて「 Rcok Corps supported by JT 2014 Celebration」に出演。
- 2014年9月27日、大阪城西の丸庭園特設会場にて「大坂の陣400年音楽祭」に出演。
- 2014年10月上旬、初のファンクラブ限定ライブDVD＆Blu-ray「KOBUKUROAD」発売。
- 2014年10月13日、国立代々木競技場 第一体育館にて「テレビ朝日ドリームフェスティバル2014」に出演。トリを務めた。
- 2014年10月15日、配信限定シングル「42.195km」発売。
- 2014年11月8日、配信限定シングル「Twilight」発売。
- 2014年11月12日、さっぽろ芸術文化の館 ニトリ文化ホール公演よりアコースティック編成で行われる「KOBUKURO Acoustic Twilight Tour 2014」開始。
- 2014年12月4日、アルファあなぶきホール公演を以てアコースティックツアー「KOBUKURO Acoustic Twilight Tour 2014」終了。
- 2014年12月17日、ライブDVD＆Blu-ray「KOBUKURO LIVE TOUR 2014 "陽だまりの道" FINAL at 京セラドーム大阪」発売。

#### 2015年
- 2015年3月4日、26thシングル「奇跡」発売。
- 2015年4月20日、配信限定シングル「hana」発売。
- 2015年4月25日、真駒内セキスイハイムアイスアリーナ公演より「KOBUKURO LIVE TOUR 2015 "奇跡"」開始。
- 2015年8月30日、日本ガイシホール公演を以て「KOBUKURO LIVE TOUR 2015 "奇跡"」終了。
- 2015年9月上旬、Acoustic Twilight Tour 2014,2014年に出演したイベントの模様を収録したDVD＆Blu-ray「KOBUKUROAD2~奇跡への軌跡~」発売。
- 2015年11月3日、11月14日、関西大学と慶應義塾大学で5年ぶりに学園祭ライブを開催。
- 2015年12月16日、27thシングル「未来」、ライブDVD＆Blu-ray「KOBUKURO LIVE TOUR 2015 "奇跡" FINAL at 日本ガイシホール」発売。

### 2016年 - 2020年

#### 2016年
- 2016年2月10日、配信限定シングル「SNIFF OUT!」発売。
- 2016年3月15日、東京タワー 1階特設会場にて「未来 Spring Package」の発売記念イベントを開催。同時に、コブクロでは初となるLINE LIVEでの生放送も行われた。
- 2016年3月23日、シングル「未来 Spring Package」発売。
- 2016年6月7日、東京・シダックスカルチャーホールにて「『TIMELESS WORLD』発売記念 スペシャル視聴会」を開催。
- 2016年6月14日、松本城本丸庭園にてアルバム発売記念のフリーライブを開催。
- 2016年6月15日、9thアルバム「TIMELESS WORLD」発売。
- 2016年7月28日・8月1日、Zepp Namba大阪・豊洲PITにて、「ロッテ Ghana アコースティックライブ」を開催。
- 2016年8月27日、真駒内セキスイハイムアイスアリーナ公演より「KOBUKURO LIVE TOUR 2016 "TIMELESS WORLD"」開始。
- 2016年12月18日、京セラドーム大阪公演を以て「KOBUKURO LIVE TOUR 2016 "TIMELESS WORLD"」終了。また同日布袋寅泰がサプライズゲストとして登場し、「NO PAIN,NO GAIN」と布袋の楽曲「POISON」を披露した。

#### 2017年
- 2017年3月18日、7年ぶりに和歌山ビッグホエールにて｢ポルトヨーロッパPresents KOBUKURO FANFESTA 2017｣を開催。
- 2017年5月24日、28thシングル「心」発売。
- 2017年7月5日、ライブDVD&Blu-ray、「KOBUKURO LIVE TOUR 2016 "TIMELESS WORLD" at さいたまスーパーアリーナ」発売。
- 2017年7月8日、新潟県民会館公演より「KOBUKURO LIVE TOUR 2017 "心"」開始。
- 2017年10月28日、東京ドームにて「東京2020オフィシャルビール アサヒスーパドライ presents KANPAI JAPAN LIVE 2017」に参加。
- 2017年11月19日、「KOBUKURO LIVE TOUR 2017 "心"」京セラドーム大阪公演2日目にEXILE/三代目J Soul BrothersのNAOTOがサプライズで登場。MVにも参加している「心」を披露。
- 2017年11月26日、さいたまスーパーアリーナ公演を以て「KOBUKURO LIVE TOUR 2017 "心"」終了。

#### 2018年
- 2018年1月下旬、ファンフェスタ2017の模様を収録した「KOBUKUROAD3~KOBUKURO FANFESTA2017~」発売。
- 2018年3月17日、和歌山ビッグホエールにて「ポルトヨーロッパPresents KOBUKURO FANFESTA 2018 supported by Ghana」をにて開催。
- 2018年4月11日、29thシングル「ONE TIMES ONE」発売。
- 2018年4月15日、福岡市役所西側ふれあい広場にてイベント（ゲリラフリーライブ）開催。
- 2018年5月16日、ライブDVD&Blu-ray、「KOBUKURO LIVE TOUR 2017 "心" at 広島グリーンアリーナ」発売。
- 2018年5月26日、エコパアリーナ公演より自身初となるコブクロ2人のみで行われる「KOBUKURO WELCOME TO THE STREET 　2018 "ONE TIMES ONE"」開始。
- 2018年7月21日、「KOBUKURO WELCOME TO THE STREET 2018 "ONE TIMES ONE"」京セラドーム大阪公演1日目にゆずがサプライズで登場。「いつか」と「夏色」を披露。
- 2018年7月22日、京セラドーム大阪公演を以て「KOBUKURO WELCOME TO THE STREET 2018 "ONE TIMES ONE"」終了。
- 2018年9月16日、宮崎市生目の杜運動公園にて「KOBUKURO 20TH ANNIVERSARU LIVE IN MIYAZAKI」を開催。
- 2018年9月17日、20周年記念楽曲「晴々」を配信限定で発売。
- 2018年10月下旬、ファンフェスタ2018・イベント等を収録した「KOBUKUROAD4」発売。
- 2018年10月26日、NHKホールにて東京フィルと共に「コブクロ×東京フィル 8K スペシャルライブ」を開催。
- 2018年11月4日、「御堂筋オータムパーティー2018『御堂筋ランウェイ』」においてスペシャルライブを開催。
- 2018年11月7日、30thシングル「風をみつめて」発売。
- 2018年12月5日、コンプリートベストアルバム「ALL TIME BEST 1998-2018」発売。
- 2018年12月14日、約16年ぶりに「オールナイトニッポンGOLD」のパーソナリティを務める。

#### 2019年
- 2019年3月6日、ライブDVD＆Blu-ray、「KOBUKURO WELCOME TO THE STREET 2018 ONE TIMES ONE FINAL at 京セラドーム大阪」発売。同日、ヒップホップグループHONEST BOYZ®とのコラボ楽曲「SAKURA feat.KOBUKURO」をリリース。
- 2019年3月20日、ホクト文化ホール公演より「KOBUKURO 20TH ANNIVERSARY TOUR 2019 "ATB" supported by バイトル」開始。
- 2019年4月7日、上海の日本総領事館で生演奏を披露し、集まった中国人ファンら約80人が聞き入った。日中両政府が2019年を「日中青少年交流推進年」と決めたことを受けた事業で、総領事館が主催した[6]。
  - ちなみにコブクロの中国語（簡体字）での表記および発音（ピンイン）は「可苦可乐（Kě kǔ kě lè）」であり、コカコーラの「可口可乐（Kě kǒu kě lè）」と一文字ちがいで似ている。
- 2019年7月24日、大阪上海友好交流大使に就任。
- 2019年8月24日、台北國際會議中心公演を以て「KOBUKURO 20TH ANNIVERSARY TOUR 2019 "ATB" supported by バイトル」終了。
- 2019年12月4日、配信限定シングル「大阪SOUL」発売。

#### 2020年
- 2020年2月12日、ライブDVD＆Blu-ray、「20TH ANNIVERSARY SPECIAL BOX "MIYAZAKI & ATB"」発売。
- 2020年2月25日、「日本国際博覧会アンバサダー」に就任。
- 2020年3月18日、31stシングル「卒業」発売。
- 2020年3月21日、日本初となるTikTok  LIVEを開催。
- 2020年7月23日、新型コロナウイルス感染症の流行拡大に伴い、同年秋から開催予定としていたライブツアー2020の中止を発表した。メジャーデビュー以後、活動休止翌年の2012年を除いてコブクロのツアーが開催されない年は初めてとなる。
- 2020年10月3日、初の有料配信ライブ「KOBUKURO STREAMING LIVE」開催。
- 2020年10月10日、11日、万博記念公園にて「大阪文化芸術フェスpresents OSAKA GENKi PARK」に参加。
- 2020年10月14日、32ndシングル「灯ル祈リ」発売。

### 2021年 - 現在

#### 2021年
- 2021年3月19日、SANA from TWICE × コブクロ「卒業」配信開始。
- 2021年5月22日、2度目の配信ライブ「KOBUKURO FAN FESTA 2021 ”STREAMING LIVE”」を配信
- 2021年7月7日、33rdシングル「両忘」発売。
- 2021年7月16日、松戸森のホール21公演より「KOBUKURO LIVE TOUR 2021 Star made」開始。
- 2021年8月4日、10thアルバム「Star Made」発売。
- 2021年11月6日、フェスティバルホール公演を以て「KOBUKURO LIVE TOUR 2021 Star made」終了。
- 2021年11月27日、10月28日に行われた東京ガーデンシアター公演2日目の模様を収録した「KOBUKURO LIVE TOUR 2021 Star made STREAMING LIVE」を配信。
- 2021年11月28日、大阪・中之島公園にて「中之島ウィンターパーティー~Road to EXPO 2025~」に参加。
- 2021年12月10日、13日にそれぞれZepp Haneda、Zepp Nambaにて「『Star made』リリース記念 スペシャルミニLIVE&TALKイベント」を開催。
- 2021年12月17日、大阪城ホールにて「大阪MUSIC LOVER~Road to 2025~」に参加。

#### 2022年
- 2022年2月10日、「2025大阪・関西万博」のテーマソングを正式に依頼され、制作することが決定。
- 2022年3月16日、17日に東京ガーデンシアターで、25日に大阪城ホールで初のファンクラブ会員限定ライブ「KOBUKURO FAN SITE MEMBER EXCLUSIVE LIVE 2022 “NOCTURNE”」を開催。
- 2022年3月30日、配信限定シングル「Days」発売。
- 2022年4月27日、9年ぶりとなるインストアルバム「ツマビクウタゴエ2~KOBUKURO songs,acoustic guitar instruments~」発売。
- 2022年7月18日、ユニバーサル・スタジオ・ジャパンにて「大阪来てな!キャンペーン キックオフイベント」に参加。2025年大阪・関西万博公式テーマソング「この地球(ほし)の続きを」初披露。
- 2022年7月19日、配信限定シングル「この地球の続きを」発売。
- 2022年10月19日、34thシングル「この地球の続きを」発売。
- 2022年10月22日、アリーナツアー「KOBUKURO LIVE TOUR 2022 "GLORY DAYS"」の初日である三重県営サンアリーナ公演で「Mr.GLORY」「雨粒と花火」「足跡」の新曲三曲を初披露[7]。

#### 2023年
- 2023年3月1日、35thシングル「エンベロープ」発売。
- 2023年10月16日、黒田が急性肝炎と診断され入院したことを発表[8]。同月21・22日に予定されていた「KOBUKURO LIVE TOUR 2023“ENVELOP”」のさいたまスーパーアリーナでの公演が開催中止となる[8]。

#### 2024年
- 2024年9月4日、11thアルバム「QUARTER CENTURY」発売。

## メンバー
※ 詳細はそれぞれのページを参照。
黒田俊介（くろだ しゅんすけ、1977年3月18日 - ）
- 大阪府堺市（2022年現在の）南区槙塚台出身。O型。うお座。金星人(-)。身長193 cm。大阪体育大学浪商高等学校、大阪聖徳学園社会体育専門学校卒業。通称「黒ちゃん」・「黒やん」・「ロダー」。
- ボーカル担当。2022年現在ギターは小渕の担当だが、以前は黒田もギターを持ってストリートで歌っていた。
- 2005年以降はサングラスを掛けた姿をみせているが、デビュー当時は素顔（2004年ごろは眼鏡を掛けていた）であった。
- 2021年からサングラスの色が徐々に薄くなり、2022年現在は再び眼鏡をかけるようになった。

小渕健太郎（こぶち けんたろう、1977年3月13日 - ）
- 宮崎県宮崎市出身。O型。うお座。土星人(-)。身長168cm。宮崎県立宮崎工業高等学校卒業。通称「こぶちゃん」・「コビィ」・「主任」・「ケン坊」・「こぶちん」。
- ボーカル・ギター・コーラス担当。他にブルースハープ、三線、指笛、カホン、マンドリン、シンセサイザー、ベース、カズー、和太鼓などを演奏することもある。

### バンドメンバー
現・バンドメンバー
- 福原将宜（通称：福ちゃん):2007年- ギター。ライブツアーは2008年が初参加。2013年からバンドマスターを担っている。
- 松浦基悦（通称：よっしー):2007年- ピアノ、オルガン。
- 坂井"Lumbsy"秀彰（通称：ラムジー、ラムちゃん):2007年- パーカッション。ライブツアーは2008年が初参加。
- 川瀬正人 :2008年-2009年、2015年、2018年、2021年- パーカッション。ファンフェスタ2008などを担当。初期作品はレコーディングにも参加していた。
- 山口寛雄（通称：ヒロオ):2012年-2020年,2022年- ベース。活動再開後よりベースを担当。2022年以降は，ツアーやスペシャルライブなど(自身が参加しないライブも含む)での既存曲のリアレンジも担当している。
- 種子田健 (通称：たねちゃん): 2021年- ベース。「風に吹かれて」で共演後、学園祭などで度々サポートしていたが、ツアー2021「Star Made」・2022年のファンサイト会員限定ライブ「NOCTURNE」・ツアー2023「ENVELOP」に参加。
- 河村"カースケ"智康（通称：カースケ):2016年- ドラムス。2007年の「ap bank Fes」で初めてコブクロと共演。ワンマンライブでコブクロのドラムスを正式に担当するのはツアー2016「TIMELESS WORLD」が最初。

ストリングス・メンバー
LIVE TOUR 2004よりサポートを続けており、期間は現バンドメンバーの中では最も長い。
- 漆原直美（通称：ルーシー）:2004年- 1st ヴァイオリン
- 藤縄陽子（通称：よーこ）:2004年-2012年、2014年,2015年,2017年- 2nd ヴァイオリン
- 渡邉智生（通称：ともちゃん）:2004年- ヴィオラ
- 原口梓（通称：あず、あずあず）:2004年- チェロ

元バンドメンバー
- 藤井理央（通称：りおりお、理央さんなど）- ピアノ、オルガン。バンドマスター兼任。サポート在歴：2002年-2006年
- 浜口高知（通称：はまげ）- ギター。サポート在暦：2000年-2002年、2007年
- 西山太郎（通称：たろさ）- ギター。サポート在歴：2003年-2006年
- 鈴木玲史（通称：あっきん）- ギター。サポート在歴：2002年-2003年。2017年現在はジェット機で活動。
- 桜井正宏 （通称：まーちゃん）- ドラム、ティンパニー。サポート在歴：2002年-2011年　コブクロバンドから離れた後もドラマーとして活動していたが、2022年3月14日に逝去した。
- 山田裕之（通称：山田マン）- ベース。サポート在歴：2002年-2011年
- 柳田謙二"Bar Bar 柳田" - パーカッション。サポート在歴:2008年
- 小笠原拓海 - ドラムス、ティンパニ。サポート在歴：2012年-2013年
- 高田真（通称：シニー）- ドラムス。サポート在歴：2014年
- 河野圭 - ピアノ、キーボード。サポート在歴:2014年。
- 渡嘉敷祐一 - ドラムス。サポート在歴：2001年-2003年, 2022年-2023年。 アルバム「Roadmade」「grapefruits」「STRAIGHT」とメジャーデビュー初期の1〜3枚目のアルバムの殆どのドラムを担当。ライブでは、ツアー2022「GLORY DAYS」が初参加。
- 小田原豊　- ドラムス。サポート在歴：2015年,2017年。2022年現在レベッカのメンバーとして活動中。
- 石橋尚子 - 1st ヴァイオリン(サポート)。 サポート在歴:2008年。
- 丸山美里 - 1st ヴァイオリン(サポート)。 サポート在歴:2009年。
- 氏川恵美子 - 2nd ヴァイオリン。サポート在歴:2013年。
- 亀田夏絵 - 2nd ヴァイオリン。サポート在歴:2016年。

### エピソード
- 大阪のひっかけ橋で路上ライブをしているとき[いつ?]にOverDriveから声をかけられ、KBS京都の森脇健児がパーソナリティを務めるラジオ番組に出演[いつ?]。最初のメディアデビューとなった[3]。
- 1999年には和歌山放送で放送されていた『WBS爆裂！スクランブル！』（パーソナリティ：アメリカザリガニ）にも何度か出演し、「轍-わだち-」や「YELL～エール～」を生歌で放送中に披露した。
- 『NHK紅白歌合戦』には、2005年から（治療・療養中だった2011年を除いて）2013年まで毎年出場していた。インディーズ時代から「紅白歌合戦に出てお茶の間の皆さんに知られるようなビッグな歌手になりたいと思っていますので、皆さん応援してください」と、目標の一つに掲げていた。また、コブクロが出場した年の紅白はいずれも白組が優勝している。
- 兵庫県西宮市にある東海道本線（JR神戸線）さくら夙川駅では、2007年3月18日の開業時から2010年3月2日まで列車接近時に流れるメロディに「桜」のサビ部分が使用されていた。
- メジャーデビュー翌年に初めて単独で大阪城ホール公演を行って以降、ほとんどのツアー(2005年、2010年、2013年、2018年、2021年以外)で大阪城ホールでの公演を行っており、ファンの間ではなかば"聖地"的な場所となっている。

#### チケットの転売行為に対する対応
コブクロの人気に伴い、ライブのチケットは入手が困難な状態となり、なかには一部の業者介入や転売目的で購入した者がいることもあった。そこで彼らの所属事務所は、2008年から本人確認を厳重にすることを決定し、チケット購入者の住所と氏名をチケットに記載し、本人確認が出来なければ公演会場に入場できないという対策を取った。しかし、チケットを紛失した際に氏名や住所などの個人情報流出が懸念されるとの声を受け、同年8月より「EMTG」（エンターテイメント・ミュージック・チケット・ガード。2021年現在は運営会社変更により「チケプラ」に改称）という、転売行為を防ぐ代わりに、チケット購入後に、都合によりライブに行けなくなった人からライブに行きたい人に定価で譲ることができるという組織と提携した。これにより、チケットのインターネットオークションへの出品は皆無となった。チケットを購入する場合は事前にEMTG（現「チケプラ」。以下同）への登録が必要で（一般発売を除く）、また入場の際も購入者においてはEMTG（同）が発行する本人確認カードによる入場者の照合が必要になり、また同伴者も一部の先行予約方法を除きEMTG（同）への登録をしなければ入場できないシステムとなっている。現在日本で実施している転売対策としては最も厳重であると言われている。

#### 交友関係
- 渡辺美里 - 小渕が小学5年生の頃から渡辺の大ファンであると公言している。デビュー後、親交を持つようになり、音楽番組やライブイベントなどで共演する機会も多い。「美里さんは僕の作詞の先生」と影響を受けているという。また、渡辺も小渕の人柄や音楽性を認めるところであり、楽曲提供も受けている。
- 絢香 - 同じレコード会社所属で、ミュージックフェアでの共演をきっかけに『WINDING ROAD』という楽曲を共作した。なお、この曲は2006年夏のライブにて初披露され、コラボレーションユニット「絢香×コブクロ」として、2007年2月28日にリリースされた。
- ゆず - 同学年ながらも路上出身デュオとしての先輩である。コブクロ自身も路上時代はゆずの曲をコピーして演奏していた。2005年11月にはFM802の企画にて初対談を果たし、Podcastingで5週に渡って配信された。2018年のツアー「KOBUKURO WELCOME TO STREET 2018 "ONE TIMES ONE"」の京セラドーム大阪公演1日目にゲストで登場し、路上ライブでも歌っていたという「いつか」と「夏色」を共に披露した。
- Kiroro - 親交が深く、「KiroroKobukuro」というイベントライブも開催。
- 所ジョージ - 『毎朝、僕の横にいて。』をセッションして発売。WONDAのCM曲になり、コブクロアレンジver. が「MUSICMANSHIP」に収録されている（詳細はトコブクロを参照）。
- スキマスイッチ - コブクロの二人は「ライバルはスキマスイッチ」と言っている[いつ?][どこ?]。ライブやテレビ番組で度々共演し、セッションしている。
- aiko - ラジオ等で共演。3人でのセッションも幾たびか披露された。
- 笹路正徳 - 音楽プロデューサー。メジャーデビュー時から担当（コブクロがセルフプロデュースする前まで）。
- 成海璃子 - 「ここにしか咲かない花」が主題歌となった日本テレビ系ドラマ『瑠璃の島』で主演。「桜」の宣伝CMにも出演した。
- 速水もこみち - 5thアルバム『NAMELESS WORLD』のテレビCMにも出演。また速水が主演したドラマ7作品の内、3作品の主題歌にコブクロの楽曲が起用されている。
- 小池徹平 - デビュー以来、小渕と特に仲が良い。またLIVE TOUR 06 FINAL MCで黒田と小池徹平の実家は徒歩10分の距離であることが本人の口から明らかにされている。
- Skoop On Somebody - 数々のイベントで共演し、互いにリスペクトしあう仲である。またボーカルのTAKEこと武田雅治が「永遠にともに」をカバーしている[いつ?][どこ?]。
- 布袋寅泰 -『第57回NHK紅白歌合戦』の打ち上げで挨拶してからの仲。小渕とは食事をしたり、布袋のライブに小渕が足を運ぶなどしている。2010年のスタジアムライブではファイナル宮崎公演で、妻の今井美樹と共に登場し、「太陽のメロディー」を披露した。また2016年の全国ツアー「KOBUKURO LIVE TOUR 2016 "TIMELESS WORLD"」ではファイナル京セラドーム大阪公演に登場し、布袋による提供曲である「NO PAIN,NO GAIN」と「POISON」を共に披露した。その翌年、2017年に行われた「KANPAI JAPAN LIVE」ではコブクロのステージ中に布袋を呼び、再び「NO PAIN,NO GAIN」で共演した。
- THE BOOM - メジャーデビュー直前の2000年11月の『宮沢和史の極東ラジオ』（放送終了）に続き、同年12月のライブ「LOVIBE SPECIAL」にオープニングアクトとして出演[注釈 3]。また、2010年8月発売のコブクロのカバーアルバム『ALL COVERS BEST』には「気球に乗って」が収録されている。2015年の全国ツアー「KOBUKURO LIVE TOUR 2015 "奇跡"」の京セラドーム大阪公演では、宮沢と共演し「風になりたい」「星のラブレター」を披露した。また2019年に行われた宮沢の「30周年記念コンサート～あれから～」に出演し、「YELL~エール~」と「風になりたい」を披露した。
- 優里 - ヒット前に小渕がファンサイト会員限定ブログで歌声を絶賛。ヒット曲「ドライフラワー」を一番最初に聴いた人物は小渕とのことである。
- flumpool - コブクロと同じ大阪・天王寺でストリートライブを行っていた，ストリートの後輩である。2008年にミュージックステーションで共演後親交を深め，2023年に大阪城ホールで行われるflumpoolの15周年記念公演では，コブクロとの2マンライブ(対バンライブ)が開催された。

## 作品
※ 規格がCDとなっているものはすべて12cmCDである。

### インディーズ
ミニアルバム 
| 枚  | リリース日     | タイトル        | 規格品番   |
| --- | -------------- | --------------- | ---------- |
| 1st | 1999年7月21日  | Saturday 8:pm   | MRC-332927 |
| 2nd | 2000年3月4日   | Root of my mind | MRC-338679 |
| 3rd | 2000年12月19日 | ANSWER          | MRC-335296 |

#### VHS
| 枚  | リリース日    | タイトル                 | 規格品番   |
| --- | ------------- | ------------------------ | ---------- |
| 1st | 2000年7月7日  | I'm Making Progress      | MRC-529601 |
| 2nd | 2000年10月7日 | “絶風” 52.96 hectopascal | MRC-529602 |
| 3rd | 2001年3月22日 | ANSWER                   | MRC-529603 |

### メジャー

#### シングル
| 枚        | リリース日     | タイトル                                   | 規格      | 規格品番                         | 最高位 | オリジナルアルバム           |
| --------- | -------------- | ------------------------------------------ | --------- | -------------------------------- | ------ | ---------------------------- |
| 1st       | 2001年3月22日  | YELL〜エール〜/Bell                        | CD        | WPC6-10123                       | 4位    | Roadmade(#1)                 |
| 2nd       | 2001年6月20日  | 轍-わだち-                                 | CD        | WPC6-10137                       | 15位   | Roadmade                     |
| 3rd       | 2001年11月21日 | YOU/miss you                               | CD        | WPC6-10168                       | 30位   | grapefruits(#1) Roadmade(#2) |
| 4th       | 2002年2月14日  | 風                                         | CD        | WPC6-70001                       | 25位   | grapefruits                  |
| 5th       | 2002年7月10日  | 願いの詩/太陽                              | CCCD      | WPC6-10215                       | 14位   | grapefruits                  |
| 5th       | 2005年8月23日  | 願いの詩/太陽                              | CD        | WPCL-10227                       | 14位   | grapefruits                  |
| 6th       | 2002年11月13日 | 雪の降らない街                             | CD        | WPC6-70010                       | 16位   | STRAIGHT                     |
| 7th       | 2003年4月9日   | 宝島                                       | CD        | WPC6-70012                       | 11位   | STRAIGHT                     |
| 8th       | 2003年8月27日  | blue blue                                  | CD        | WPCL-70009(通常盤)               | 20位   | STRAIGHT                     |
| 8th       | 2003年8月27日  | blue blue                                  | CD-EXTRA  | WPCL-70008(初回盤)               | 20位   | STRAIGHT                     |
| 9th       | 2004年5月12日  | DOOR                                       | CD        | WPCL-70016                       | 15位   | MUSIC MAN SHIP               |
| 10th      | 2004年10月14日 | 永遠にともに/Million Films                 | CD        | WPCL-10129                       | 6位    | MUSIC MAN SHIP               |
| 11th      | 2005年5月11日  | ここにしか咲かない花                       | CD        | WPCL-10188                       | 2位    | NAMELESS WORLD               |
| 12th      | 2005年11月2日  | 桜                                         | CD        | WPCL-10238(通常盤)               | 3位    | NAMELESS WORLD               |
| 12th      | 2005年11月2日  | 桜                                         | CD+DVD    | WPZL-30036/37(初回盤)            | 3位    | NAMELESS WORLD               |
| 12th      | 2006年2月8日   | 桜                                         | CD+DVD    | WPZL-30040-1(Spring Package)     | 3位    | NAMELESS WORLD               |
| 13th      | 2006年7月26日  | 君という名の翼                             | CD        | WPCL-10330                       | 5位    | 5296                         |
| 14th      | 2007年3月21日  | 蕾                                         | CD        | WPCL-10396(通常盤)               | 1位    | 5296                         |
| 14th      | 2007年3月21日  | 蕾                                         | CD+DVD    | WPZL-30054/5(初回盤)             | 1位    | 5296                         |
| 15th      | 2007年11月7日  | 蒼く 優しく                                | CD        | WPCL-10440(通常盤)               | 2位    | 5296                         |
| 15th      | 2007年11月7日  | 蒼く 優しく                                | CD+DVD    | WPZL-30070/71(初回盤)            | 2位    | 5296                         |
| 16th      | 2008年10月29日 | 時の足音                                   | CD        | WPCL-10621(通常盤)               | 2位    | CALLING                      |
| 16th      | 2008年10月29日 | 時の足音                                   | CD+DVD    | WPZL-30102/3(初回盤)             | 2位    | CALLING                      |
| 17th      | 2009年4月15日  | 虹                                         | CD        | WPCL-10668(通常盤)               | 2位    | CALLING                      |
| 17th      | 2009年4月15日  | 虹                                         | CD+DVD    | WPZL-30118/19(初回盤)            | 2位    | CALLING                      |
| 18th      | 2009年7月15日  | STAY                                       | CD        | WPCL-10717(通常盤)               | 3位    | CALLING                      |
| 18th      | 2009年7月15日  | STAY                                       | CD+DVD    | WPZL-30140/1(初回盤)             | 3位    | CALLING                      |
| 19th      | 2010年11月17日 | 流星                                       | CD        | WPCL-10882                       | 3位    | One Song From Two Hearts     |
| 20th      | 2011年2月16日  | Blue Bird                                  | CD        | WPCL-10933(通常盤)               | 3位    | One Song From Two Hearts     |
| 20th      | 2011年2月16日  | Blue Bird                                  | CD        | WPCL-10932(初回盤)               | 3位    | One Song From Two Hearts     |
| 21st      | 2011年4月27日  | あの太陽が、この世界を照らし続けるように。 | CD        | WPCL-10958                       | 3位    | One Song From Two Hearts     |
| 配信(1st) | 2012年1月27日  | 蜜蜂                                       | 配信      | WPDH-10148                       |        | One Song From Two Hearts     |
| 22nd      | 2012年11月28日 | 紙飛行機                                   | CD        | WPCL-11267                       | 2位    | One Song From Two Hearts     |
| 23rd      | 2013年7月24日  | One Song From Two Hearts/ダイヤモンド      | CD        | WPCL-11531(通常盤)               | 3位    | One Song From Two Hearts     |
| 23rd      | 2013年7月24日  | One Song From Two Hearts/ダイヤモンド      | CD        | WQCD-43(ファンサイト限定盤)      | 3位    | One Song From Two Hearts     |
| 24th      | 2014年2月19日  | 今、咲き誇る花たちよ                       | CD        | WPCL-11714                       | 7位    | One Song From Two Hearts     |
| 25th      | 2014年6月4日   | 陽だまりの道                               | CD        | WPCL-11899(通常盤)               | 6位    | TIMELESS WORLD               |
| 25th      | 2014年6月4日   | 陽だまりの道                               | CD        | WQCD-50(ファンサイト限定盤)      | 6位    | TIMELESS WORLD               |
| 配信(2nd) | 2014年10月15日 | 42.195km                                   | 配信      | WPDH-10308                       |        | TIMELESS WORLD               |
| 配信(3rd) | 2014年11月8日  | Twilight                                   | 配信      | WPDH-10309                       |        | TIMELESS WORLD               |
| 26th      | 2015年3月4日   | 奇跡                                       | CD        | WPCL-12063(通常盤)               | 9位    | TIMELESS WORLD               |
| 26th      | 2015年3月4日   | 奇跡                                       | CD+DVD    | WPZL-30992/3(初回盤)             | 9位    | TIMELESS WORLD               |
| 配信(4th) | 2015年4月20日  | hana                                       | 配信      | WPDH-10335                       |        | TIMELESS WORLD               |
| 配信(4th) | 2015年4月20日  | hana                                       | CD        | WQCQ-635(ライブ会場限定盤)       |        | TIMELESS WORLD               |
| 27th      | 2015年12月16日 | 未来                                       | CD        | WPCL-12309                       | 4位    | TIMELESS WORLD               |
| 27th      | 2016年3月23日  | 未来                                       | CD        | WPCL-12356(Spring Package)       | 4位    | TIMELESS WORLD               |
| 配信(5th) | 2016年2月10日  | SNIFF OUT!                                 | 配信      | WPDH-10372                       |        | TIMELESS WORLD               |
| 28th      | 2017年5月24日  | 心                                         | CD        | WPCL-12633(通常盤)               | 2位    | Star Made                    |
| 28th      | 2017年5月24日  | 心                                         | CD+DVD    | WPZL-31296/7(初回限定盤)         | 2位    | Star Made                    |
| 29th      | 2018年4月11日  | ONE TIMES ONE                              | CD        | WPCL-12857(通常盤)               | 2位    | Star Made                    |
| 29th      | 2018年4月11日  | ONE TIMES ONE                              | CD        | WPCL-12858(初回限定盤)           | 2位    | Star Made                    |
| 配信(6th) | 2018年9月17日  | 晴々                                       | 配信      | WPDH-10520                       |        | Star Made                    |
| 30th      | 2018年11月7日  | 風をみつめて                               | CD        | WPCL-12953                       | 4位    | Star Made                    |
| 配信(7th) | 2019年12月4日  | 大阪SOUL                                   | 配信      | 190295349134                     |        | Star Made                    |
| 31st      | 2020年3月18日  | 卒業                                       | CD        | WPCL-13184(通常盤)               | 3位    | Star Made                    |
| 31st      | 2020年3月18日  | 卒業                                       | CD+DVD    | WPZL-31736/7(ファンサイト限定盤) | 3位    | Star Made                    |
| 32nd      | 2020年10月14日 | 灯ル祈リ                                   | CD        | WPCL-13229(通常盤)               | 3位    | Star Made                    |
| 32nd      | 2020年10月14日 | 灯ル祈リ                                   | CD+DVD    | WPZL-31793/4(初回限定盤)         | 3位    | Star Made                    |
| 33rd      | 2021年7月7日   | 両忘                                       | CD        | WPCL-13297                       | 4位    | Star Made                    |
| 配信(8th) | 2022年3月30日  | Days                                       | 配信      | 190296150722                     |        | QUARTER CENTURY              |
| 配信(9th) | 2022年7月19日  | この地球の続きを                           | 配信      | 5054197238376                    |        | QUARTER CENTURY              |
| 配信(9th) | 2025年4月23日  | この地球の続きを                           | 配信      | 5021732770080(スペシャル仕様)    |        | QUARTER CENTURY              |
| 34th      | 2022年10月19日 | この地球の続きを                           | CD        | WPCL-13426(通常盤)               | 12位   | QUARTER CENTURY              |
| 34th      | 2022年10月19日 | この地球の続きを                           | CD+グッズ | WPCL-13425(初回限定盤)           | 12位   | QUARTER CENTURY              |
| 35th      | 2023年3月1日   | エンベロープ                               | CD        | WPCL-13455(通常盤)               | 3位    | QUARTER CENTURY              |
| 35th      | 2023年3月1日   | エンベロープ                               | CD        | WPCL-13454(初回限定盤)           | 3位    | QUARTER CENTURY              |

#### アルバム

##### オリジナルアルバム
| 枚   | リリース日     | タイトル                 | 規格   | 規格品番                             | 最高位 |
| ---- | -------------- | ------------------------ | ------ | ------------------------------------ | ------ |
| 1st  | 2001年8月29日  | Roadmade                 | CD     | WPC6-10154                           | 6位    |
| 2nd  | 2002年8月28日  | grapefruits              | CD     | WPC6-10221                           | 4位    |
| 3rd  | 2003年11月6日  | STRAIGHT                 | CD     | WPCL-10053                           | 10位   |
| 4th  | 2004年11月3日  | MUSIC MAN SHIP           | CD     | WPCL-10137(通常盤)                   | 3位    |
| 4th  | 2004年11月3日  | MUSIC MAN SHIP           | CD+DVD | WPZL-30025/26(初回盤)                | 3位    |
| 5th  | 2005年12月21日 | NAMELESS WORLD           | CD     | WPCL-10244(通常盤)                   | 1位    |
| 5th  | 2005年12月21日 | NAMELESS WORLD           | CD+DVD | WPZL-30038/9(初回盤)                 | 1位    |
| 6th  | 2007年12月19日 | 5296                     | CD     | WPCL-10445(通常盤)                   | 1位    |
| 6th  | 2007年12月19日 | 5296                     | CD+DVD | WPZL-30076/77(初回盤)                | 1位    |
| 7th  | 2009年8月5日   | CALLING                  | CD     | WPCL-10731(通常盤)                   | 1位    |
| 7th  | 2009年8月5日   | CALLING                  | CD+DVD | WPZL-30146/47(初回盤)                | 1位    |
| 8th  | 2013年12月18日 | One Song From Two Hearts | CD     | WPCL-11686(通常盤)                   | 1位    |
| 8th  | 2013年12月18日 | One Song From Two Hearts | CD+DVD | WPZL-30775/6(初回盤)                 | 1位    |
| 9th  | 2016年6月15日  | TIMELESS WORLD           | CD     | WPCL-12389(通常盤)                   | 2位    |
| 9th  | 2016年6月15日  | TIMELESS WORLD           | CD+DVD | WPZL-31195/6(初回盤)                 | 2位    |
| 9th  | 2016年6月15日  | TIMELESS WORLD           | 2CD    | WPCL-12450/1(Deluxe Package)         | 2位    |
| 10th | 2021年8月4日   | Star Made                | CD     | WPCL-13304(通常盤)                   | 2位    |
| 10th | 2021年8月4日   | Star Made                | CD+DVD | WPZL-31881/2(初回盤)                 | 2位    |
| 10th | 2021年8月4日   | Star Made                | CD+DVD | WPZL-31883/4(ファンサイト会員限定盤) | 2位    |
| 11th | 2024年9月4日   | QUARTER CENTURY          | CD     | WPCL-13605(通常盤)                   | 8位    |
| 11th | 2024年9月4日   | QUARTER CENTURY          | CD+DVD | WPZL-32150/1(初回盤)                 | 8位    |
| 11th | 2024年9月4日   | QUARTER CENTURY          | 2CD    | WPCL-60080/1(ファンサイト会員限定盤) | 8位    |

##### ミニアルバム
| 枚  | リリース日    | タイトル            | 規格   | 規格品番                              | 最高位 |
| --- | ------------- | ------------------- | ------ | ------------------------------------- | ------ |
| 1st | 2025年7月16日 | THIS IS MY HOMETOWN | CD     | WPCL-13658 (通常盤)                   | 8位    |
| 1st | 2025年7月16日 | THIS IS MY HOMETOWN | CD+DVD | WPZL-60064/5 (ファンサイト会員限定盤) | 8位    |

##### 配信限定アルバム
| 枚  | リリース日     | タイトル                    | 規格 | 規格品番      |
| --- | -------------- | --------------------------- | ---- | ------------- |
| 1st | 2023年2月24日  | Seasons Selection〜Spring〜 | 配信 | 5054197565205 |
| 2nd | 2023年5月26日  | Seasons Selection〜Summer〜 | 配信 | 5054197686665 |
| 3rd | 2023年9月8日   | Seasons Selection〜Autumn〜 | 配信 | 5054197789519 |
| 4th | 2023年11月24日 | Seasons Selection〜Winter〜 | 配信 | 5054197884764 |

##### ベストアルバム
| 枚  | リリース日    | タイトル                | 規格       | 規格品番                              | 最高位 |
| --- | ------------- | ----------------------- | ---------- | ------------------------------------- | ------ |
| 1st | 2006年9月27日 | ALL SINGLES BEST        | 2CD        | WPCL-10368-69(通常盤)                 | 1位    |
| 1st | 2006年9月27日 | ALL SINGLES BEST        | 2CD+DVD    | WPZL-30049-51(初回盤)                 | 1位    |
| 2nd | 2012年9月5日  | ALL SINGLES BEST 2      | 2CD        | WPCL-11212/3(通常盤)                  | 1位    |
| 2nd | 2012年9月5日  | ALL SINGLES BEST 2      | 2CD+DVD    | WPZL-30438/40(初回盤A)                | 1位    |
| 2nd | 2012年9月5日  | ALL SINGLES BEST 2      | 4CD        | WPCL-11208/11(初回盤B)                | 1位    |
| 3rd | 2018年12月5日 | ALL TIME BEST 1998-2018 | 4CD        | WPCL-12964/7(通常盤)                  | 1位    |
| 3rd | 2018年12月5日 | ALL TIME BEST 1998-2018 | 4CD+DVD    | WPZL-31536/40(初回生産限定盤)         | 1位    |
| 3rd | 2018年12月5日 | ALL TIME BEST 1998-2018 | 4CD+DVD    | WPZL-31541/45(ファンサイト会員限定盤) | 1位    |
| 4th | 2024年3月20日 | ALL SEASONS BEST        | 4CD        | WPCL-13540/3(通常盤)                  | 7位    |
| 4th | 2024年3月20日 | ALL SEASONS BEST        | 4CD+グッズ | WPCL-13544/7(初回盤)                  | 7位    |
| 4th | 2024年3月20日 | ALL SEASONS BEST        | 4CD+グッズ | WPCL-60046/9(ファンサイト会員限定盤)  | 7位    |

##### カバーアルバム
| 枚  | リリース日    | タイトル        | 規格      | 規格品番                      | 最高位 |
| --- | ------------- | --------------- | --------- | ----------------------------- | ------ |
| 1st | 2010年8月25日 | ALL COVERS BEST | CD(2枚組) | WPCL-10810/1(完全生産限定盤A) | 1位    |
| 1st | 2010年8月25日 | ALL COVERS BEST | CD(2枚組) | WPCL-10812/3(完全生産限定盤B) | 1位    |

##### ボックス作品
| 枚  | リリース日     | タイトル     | 規格       | 規格品番      | 最高位 |
| --- | -------------- | ------------ | ---------- | ------------- | ------ |
| 1st | 2012年12月26日 | KOBUKURO BOX | CD(11枚組) | WPCL-11333/43 |        |

#### 映像作品
| 枚   | リリース日     | タイトル                                                                        | 規格 | 規格品番 |
| ---- | -------------- | ------------------------------------------------------------------------------- | ---- | --- |
| 1st  | 2004年3月24日  | LIVE! GO! LIFE!                                                                 | DVD  | （初回盤）WPBL-90009-10 （通常盤）WPBL-90021/2 |
| 2nd  | 2005年4月6日   | KOBUKURO LIVE TOUR '04 "MUSIC MAN SHIP" FINAL                                   | DVD  | WPBL-90048-9 |
| 3rd  | 2006年7月26日  | KOBUKURO LIVE at 武道館 NAMELESS WORLD                                          | DVD  | WPBL-90080-1 |
| 4th  | 2007年6月13日  | KOBUKURO LIVE TOUR '06 "Way Back to Tomorrow"                                   | DVD  | WPBL-90086/7 |
| 4th  | 2010年4月21日  | KOBUKURO LIVE TOUR '06 "Way Back to Tomorrow"                                   | BD   | WPXL-90003 |
| 5th  | 2008年10月8日  | KOBUKURO LIVE TOUR '08 "5296" FINAL                                             | DVD  | WPBL-90112/13 |
| 5th  | 2010年4月21日  | KOBUKURO LIVE TOUR '08 "5296" FINAL                                             | BD   | WPXL-90004 |
| 6th  | 2008年12月24日 | KOBUKURO FAN FESTA 2008〜10 YEARS SPECIAL!!!!                                   | DVD  | WPBL-90120/1 |
| 7th  | 2010年4月21日  | KOBUKURO LIVE TOUR '09 "CALLING" FINAL                                          | DVD  | WPBL-90135/6 |
| 7th  | 2010年4月21日  | KOBUKURO LIVE TOUR '09 "CALLING" FINAL                                          | BD   | WPXL-90002 |
| 8th  | 2011年4月13日  | KOBUKURO STADIUM LIVE 2010〜OSAKA・TOKYO・MIYAZAKI〜                            | DVD  | WPBL-90151/2 |
| 8th  | 2011年4月13日  | KOBUKURO STADIUM LIVE 2010〜OSAKA・TOKYO・MIYAZAKI〜                            | BD   | WPXL-90008 |
| 9th  | 2013年12月18日 | KOBUKURO LIVE TOUR 2013 "One Song From Two Hearts" FINAL at 京セラドーム大阪    | DVD  | WPBL-90268/9 |
| 9th  | 2013年12月18日 | KOBUKURO LIVE TOUR 2013 "One Song From Two Hearts" FINAL at 京セラドーム大阪    | BD   | WPXL-90062 |
| 10th | 2014年12月17日 | KOBUKURO LIVE TOUR 2014 "陽だまりの道" FINAL at 京セラドーム大阪                | DVD  | WPBL-90320/1 |
| 10th | 2014年12月17日 | KOBUKURO LIVE TOUR 2014 "陽だまりの道" FINAL at 京セラドーム大阪                | BD   | WPXL-90091 |
| 11th | 2015年12月16日 | KOBUKURO LIVE TOUR 2015 "奇跡" FINAL at 日本ガイシホール                        | DVD  | （初回盤）WPBL-90358/9 （通常盤）WPBL-90360/1 |
| 11th | 2015年12月16日 | KOBUKURO LIVE TOUR 2015 "奇跡" FINAL at 日本ガイシホール                        | BD   | （初回盤）WPXL-90115 （通常盤）WPXL-90116 |
| 12th | 2017年7月5日   | KOBUKURO LIVE TOUR 2016 "TIMELESS WORLD" at さいたまスーパーアリーナ            | DVD  | （初回盤）WPBL-90426/7 （通常盤）WPBL-90428/9 |
| 12th | 2017年7月5日   | KOBUKURO LIVE TOUR 2016 "TIMELESS WORLD" at さいたまスーパーアリーナ            | BD   | （初回盤）WPXL-90152 （通常盤）WPXL-90153 |
| 13th | 2018年5月16日  | KOBUKURO LIVE TOUR 2017 "心" at 広島グリーンアリーナ                            | DVD  | （初回盤）WPBL-90469/70 （通常盤）WPBL-90471/2 |
| 13th | 2018年5月16日  | KOBUKURO LIVE TOUR 2017 "心" at 広島グリーンアリーナ                            | BD   | （初回盤）WPXL-90175 （通常盤）WPXL-90176 |
| 14th | 2019年3月6日   | KOBUKURO WELCOME TO THE STREET 2018 ONE TIMES ONE FINAL at 京セラドーム大阪     | DVD  | （初回盤）WPBL-90495/6 （通常盤）WPBL-90497/8 （ファンサイト限定盤）WPBL-90499/500                                                                                       |
| 14th | 2019年3月6日   | KOBUKURO WELCOME TO THE STREET 2018 ONE TIMES ONE FINAL at 京セラドーム大阪     | BD   | （初回盤）WPXL-90195 （通常盤）WPXL-90196 （ファンサイト限定盤）WPXL-90197                                                                                               |
| 15th | 2020年2月12日  | 20TH ANNIVERSARY SPECIAL BOX "MIYAZAKI" & "ATB"                                 | DVD  | （ファンサイト限定盤）WPBL-90523/27 （完全生産限定盤）WPBL-90528/32 （LIVE IN MIYAZAKI 通常盤）WPBL-90533/34 （TOUR 2019 "ATB" at 京セラドーム大阪 通常盤）WPBL-90535/36 |
| 15th | 2020年2月12日  | 20TH ANNIVERSARY SPECIAL BOX "MIYAZAKI" & "ATB"                                 | BD   | （ファンサイト限定盤）WPXL-90214/16 （完全生産限定盤）WPXL-90217/19 （LIVE IN MIYAZAKI 通常盤）WPXL-90220 （TOUR 2019 "ATB" at 京セラドーム大阪 通常盤）WPXL-90221       |
| 16th | 2022年8月31日  | KOBUKURO LIVE TOUR 2021 "Star made" at 東京ガーデンシアター                     | DVD  | （ファンサイト限定盤）WPBL-60002/3 （初回盤）WPBL-90589/90 （通常盤）WPBL-90591/2                                                                                        |
| 16th | 2022年8月31日  | KOBUKURO LIVE TOUR 2021 "Star made" at 東京ガーデンシアター                     | BD   | （ファンサイト限定盤）WPXL-60001 （初回盤）WPXL-90267 （通常盤）WPXL-90268                                                                                               |
| 17th | 2023年6月21日  | KOBUKURO LIVE TOUR 2022 "GLORY DAYS" FINAL at マリンメッセ福岡                  | DVD  | （ファンサイト限定盤）WPBL-60008/9 （初回盤）WPBL-90611/2 （通常盤）WPBL-90613/4                                                                                         |
| 17th | 2023年6月21日  | KOBUKURO LIVE TOUR 2022 "GLORY DAYS" FINAL at マリンメッセ福岡                  | BD   | （ファンサイト限定盤）WPXL-60005 （初回盤）WPXL-90289 （通常盤）WPXL-90290                                                                                               |
| 18th | 2024年7月17日  | KOBUKURO LIVE TOUR 2023 "ENVELOP" FINAL at 東京ガーデンシアター                 | DVD  | （ファンサイト限定盤）WPBL-60018/19 （初回盤）WPBL-90654/55 （通常盤）WPBL-90656/57                                                                                      |
| 18th | 2024年7月17日  | KOBUKURO LIVE TOUR 2023 "ENVELOP" FINAL at 東京ガーデンシアター                 | BD   | （ファンサイト限定盤）WPXL-60010 （初回盤）WPXL-90317 （通常盤）WPXL-90318                                                                                               |
| 19th | 2025年6月18日  | KOBUKURO 25TH ANNIVERSARY TOUR 2024 "QUARTER CENTURY" FINAL at Asueアリーナ大阪 | DVD  | （ファンサイト限定盤）WPBL-60022/3 （通常盤）WPBL-90670/1 |
| 19th | 2025年6月18日  | KOBUKURO 25TH ANNIVERSARY TOUR 2024 "QUARTER CENTURY" FINAL at Asueアリーナ大阪 | BD   | （ファンサイト限定盤）WPXL-60012 （通常盤）WPXL-90336 |

#### ファンサイト限定作品
※ 全て期間限定販売のため、2025年現在は販売終了している。
| リリース日     | タイトル        | 規格    | 規格品番                            |
| -------------- | --------------- | ------- | ----------------------------------- |
| 2012年9月5日   | FAN'S MADE BEST | 2CD     | WPCL-11214/5 (通常盤)               |
| 2012年9月5日   | FAN'S MADE BEST | 2CD+DVD | WPZL-30441/3 (スペシャルパッケージ) |
| 2014年10月上旬 | KOBUKUROAD      | DVD     | WPBL-90306/7                        |
| 2014年10月上旬 | KOBUKUROAD      | BD      | WPXL-90082                          |
| 2015年9月下旬  | KOBUKUROAD2     | DVD     | WPBL-90354/5                        |
| 2015年9月下旬  | KOBUKUROAD2     | BD      | WPXL-90113                          |
| 2018年1月下旬  | KOBUKUROAD3     | DVD     | WQNL-29/30                          |
| 2018年1月下旬  | KOBUKUROAD3     | BD      | WQXL-10005                          |
| 2018年10月下旬 | KOBUKUROAD4     | DVD     | WQNL-35/6                           |
| 2018年10月下旬 | KOBUKUROAD4     | BD      | WQXL-10006                          |
| 2021年3月下旬  | KOBUKUROAD5     | DVD     | WQNL-43/4                           |
| 2021年3月下旬  | KOBUKUROAD5     | BD      | WQXL-10011                          |
| 2023年4月上旬  | KOBUKUROAD6     | DVD     | WQNL-51/2                           |
| 2023年4月上旬  | KOBUKUROAD6     | BD      | WQXL-10014                          |
| 2023年11月下旬 | KOBUKUROAD7     | DVD     | WQNL-54/5                           |
| 2023年11月下旬 | KOBUKUROAD7     | BD      | WQXL-10015                          |
| 2025年2月12日  | KOBUKUROAD8     | DVD     | WQNL-59/60                          |
| 2025年2月12日  | KOBUKUROAD8     | BD      | WQXL-10019                          |

#### ライブアルバム
※いずれもCDは『TIMELESS WORLD』特別限定セットのみでの生産だったため、2025年現在CDはすべて販売終了している。
| 枚   | リリース日    | タイトル                                                                     | 規格 | 規格品番    |
| ---- | ------------- | ---------------------------------------------------------------------------- | ---- | ----------- |
| 1st  | 2016年6月15日 | コブクロ LIVE! GO! LIFE!                                                     | 3CD  | WQCQ-701/03 |
| 1st  | 2019年3月20日 | コブクロ LIVE! GO! LIFE!                                                     | 配信 |             |
| 2nd  | 2016年6月15日 | KOBUKURO LIVE TOUR '04 "MUSIC MAN SHIP" FINAL                                | 3CD  | WQCQ-704/06 |
| 2nd  | 2019年3月20日 | KOBUKURO LIVE TOUR '04 "MUSIC MAN SHIP" FINAL                                | 配信 |             |
| 3rd  | 2016年6月15日 | KOBUKURO LIVE at 武道館 NAMELESS WORLD                                       | 3CD  | WQCQ-707/09 |
| 3rd  | 2019年3月20日 | KOBUKURO LIVE at 武道館 NAMELESS WORLD                                       | 配信 |             |
| 4th  | 2016年6月15日 | KOBUKURO LIVE TOUR '06 "Way Back to Tomorrow" FINAL                          | 3CD  | WQCQ-710/12 |
| 4th  | 2019年3月20日 | KOBUKURO LIVE TOUR '06 "Way Back to Tomorrow" FINAL                          | 配信 |             |
| 5th  | 2016年6月15日 | KOBUKURO LIVE TOUR '08 "5296" FINAL                                          | 3CD  | WQCQ-713/15 |
| 5th  | 2019年3月20日 | KOBUKURO LIVE TOUR '08 "5296" FINAL                                          | 配信 |             |
| 6th  | 2016年6月15日 | KOBUKURO FAN FESTA 2008〜10 YEARS SPECIAL!!!!                                | 3CD  | WQCQ-716/18 |
| 6th  | 2019年3月20日 | KOBUKURO FAN FESTA 2008〜10 YEARS SPECIAL!!!!                                | 配信 |             |
| 7th  | 2016年6月15日 | KOBUKURO LIVE TOUR '09 "CALLING" FINAL                                       | 3CD  | WQCQ-719/21 |
| 7th  | 2019年3月20日 | KOBUKURO LIVE TOUR '09 "CALLING" FINAL                                       | 配信 |             |
| 8th  | 2016年6月15日 | KOBUKURO STADIUM LIVE 2010〜OSAKA・TOKYO・MIYAZAKI〜                         | 3CD  | WQCQ-722/24 |
| 8th  | 2019年3月20日 | KOBUKURO STADIUM LIVE 2010〜OSAKA・TOKYO・MIYAZAKI〜                         | 配信 |             |
| 9th  | 2016年6月15日 | KOBUKURO LIVE TOUR 2013 "One Song From Two Hearts" FINAL at 京セラドーム大阪 | 3CD  | WQCQ-725/27 |
| 9th  | 2019年3月20日 | KOBUKURO LIVE TOUR 2013 "One Song From Two Hearts" FINAL at 京セラドーム大阪 | 配信 |             |
| 10th | 2016年6月15日 | KOBUKURO LIVE TOUR 2014 "陽だまりの道" FINAL at 京セラドーム大阪             | 3CD  | WQCQ-728/30 |
| 10th | 2019年3月20日 | KOBUKURO LIVE TOUR 2014 "陽だまりの道" FINAL at 京セラドーム大阪             | 配信 |             |
| 11th | 2016年6月15日 | KOBUKURO LIVE TOUR 2015 "奇跡" FINAL at 日本ガイシホール                     | 3CD  | WQCQ-731/33 |
| 11th | 2019年3月20日 | KOBUKURO LIVE TOUR 2015 "奇跡" FINAL at 日本ガイシホール                     | 配信 |             |

#### その他非売品•限定作品
| リリース日     | タイトル             | 規格   | 規格品番                   | 収録曲 | 備考                                                                                            |
| -------------- | -------------------- | ------ | -------------------------- | --- | ----------------------------------------------------------------------------------------------- |
| 2005年7月17日  | 六等星               | CD     | WQCL-240                   | 1.六等星 2.六等星(Instrumental) | 広島県限定販売。                                                                                |
| 2016年6月15日  | コブクロ入門盤       | CD     | WQCQ-700                   | 1.YELL〜エール〜 2.風 3.永遠にともに 4.ここにしか咲かない花 5.桜 6.蕾 7.虹 8.流星 | 『TIMELESS WORLD』生協購入特典CD。                                                              |
| 2018年9月8日   | 20TH THANKS CD!      | CD     | LCS-660                    | 1.蕾 2.光 3.朝顔 4.夏の雫 5.ここにしか咲かない花 6.桜 | 結成20周年を記念してファンサイト会員限定に配布された非売品。 音源は2018年のライブツアーの音源。 |
| 2018年10月15日 | 君になれ             | CD     | WQCQ-735                   | 1.君になれ 2.君になれ (LIVE from KOBUKURO WELCOME TO THE STREET 2018 "ONE TIMES ONE") | コミックス『君になれ』1巻限定版付属品。 ジャケットは高野苺の書き下ろしイラスト。                |
| 2018年12月5日  | コブクロライブ入門盤 | CD     | KBKR-10051                 | 1.ここにしか咲かない花 2.轍-わだち- 3.YELL〜エール〜 4.Million Films 5.君という名の翼 6.赤い糸 7.未来 8.桜                                                                                            | 『ALL TIME BEST 1998-2018』生協購入特典CD。                                                     |
| 2024年8月27日  | この地球の続きを     | CD+DVD | LCD-2861 (CD) LCV-18 (DVD) | CD 1.コブクロよりメッセージ 2.この地球の続きを DVD 1.キッズダンスVer.練習用 2.ダンス解説ビデオ 3.ミャクミャクダンスVer. 4.公式 MUSIC VIDEO 5.盆踊りVer.練習用 6.万博紹介 概要編 7.万博紹介 銀シャリ編 | 大阪•関西万博開催にあたり 大阪府内の教育施設等に配布された非売品。                              |

### 未音源化曲
※特記ない限り全曲作詞・作曲：小渕健太郎

#### メジャーデビュー後未音源化曲
| タイトル                  | CD収録(インディーズ) | 備考               |
| ------------------------- | -------------------- | ------------------ |
| ボクノイバショ            | 『Saturday 8:pm』    |                    |
| 夢唄                      | 『Saturday 8:pm』    | [ 注釈 4 ]         |
| ストリートのテーマ        | 『Saturday 8:pm』    | [ 注釈 5 ]         |
| 虹の真下                  | 『Saturday 8:pm』    |                    |
| 遠くで••                  | 『Saturday 8:pm』    | [ 注釈 6 ]         |
| LOVE                      | 『Root of my mind』  |                    |
| Bye Bye Oh! Dear My Lover | 『Root of my mind』  |                    |
| 心に笑みを                | 『ANSWER』           | 作詞•作曲:黒田俊介 |
| 坂道                      | 『ANSWER』           |                    |

#### 『FAN'S MADE BEST』のみメジャー盤収録
| タイトル           | 他CD収録                     | 備考 |
| ------------------ | ---------------------------- | ---- |
| 夜空               |                              |      |
| そばにいれるなら•• | 『ANSWER』(インディーズVer.) |      |
| 向かい風           |                              |      |
| Happy Birthday     |                              |      |

#### 『QUARTER CENTURY』特典CDのみ収録
| タイトル         | DVD・VHS収録                 | 備考                                                 |
| ---------------- | ---------------------------- | ---------------------------------------------------- |
| 日本列島観察日記 | 『“絶風” 52.96 hectopascal』 | 「桜」の次に制作された 2曲目のコブクロオリジナル曲。 |
| 涙雨             |                              |                                                      |

#### 完全未音源
| タイトル                              | DVD収録                                                                             | 備考 |
| ------------------------------------- | ----------------------------------------------------------------------------------- | --- |
| 雨も風も                              |                                                                                     | |
| Lost Ambitious                        |                                                                                     | 作詞•作曲:黒田俊介                                                                                      |
| April snow                            |                                                                                     | 作詞•作曲:小渕健太郎•黒田俊介                                                                           |
| Heaven's Dragon Fly                   |                                                                                     | お笑いコンビ・極楽とんぼ のことを歌った楽曲                                                             |
| Black Bird                            |                                                                                     | 作詞•作曲:黒田俊介                                                                                      |
| Welcome to the tour "5296"            | 『KOBUKURO LIVE TOUR '08 "5296" FINAL』                                             | 2008年のツアーの オープニングで歌唱された。                                                             |
| 20180908                              | 『20TH ANNIVERSARY SPECIAL BOX』                                                    | 2018年開催の20周年ライブと 2019年のツアーで披露                                                         |
| Welcome to the tour "QUARTER CENTURY" | 『KOBUKURO 25TH ANNIVERSARY TOUR 2024 "QUARTER CENTURY" FINAL at Asueアリーナ大阪』 | 2024年のツアーの オープニングで歌唱された。 歌詞は2008年版のものを 25周年仕様に一部書き換えられている。 |

### 関連作品
1. 毎朝、ボクの横にいて。 （2004年9月23日）
  - トコブクロ名義によるシングル。
2. 木蘭の涙 with コブクロ/トーキョー・シティ・セレナーデ （2004年9月29日）
  - 佐藤竹善のシングル。ボーカルとして参加。
3. BOYS ON THE RUN 4 SONGS （2005年8月3日）
  - 馬場俊英のシングル。コーラスとして参加。
4. WINDING ROAD （2007年2月28日）
  - 絢香×コブクロ名義によるシングル。
5. 忘れてはいけないもの（2007年11月21日）
  - 夏川りみによるカバー。『歌さがし 〜リクエストカバーアルバム〜』に収録。
6. 蕾 〜ブラスバンド・バージョン〜 /エコダ・ウインド・オーケストラ（2008年3月19日）
  - 第80回選抜高等学校野球大会の行進曲に採用されたことを記念し、アレンジを変更して発売。
  - 『Starting Line』ブラスバンド・バージョンも収録。
7. あなたと （2008年9月24日）
  - 絢香×コブクロ名義によるシングル。
8. 赤い糸（2008年10月15日）
  - 新垣結衣のシングル。楽曲提供。コブクロ初期の曲「赤い糸」を新垣結衣がカバーしたもの。
9. Layla（2010年3月17日）
  - 『ALL COVERS BEST』の収録楽曲で、この曲のみ配信限定で先行リリースされている。
10. 太陽のメロディー（2010年7月28日）
  - 今井美樹と布袋寅泰とのコラボレートシングル。このシングルの利益は宮崎県の口蹄疫義援金として寄付される。
11. YOU (2011年8月17日)
  - 布袋寅泰の楽曲のカバーで、トリビュートアルバム『ALL TIME SUPER GUEST』に収録されている。
12. 三つ葉のクローバー（2013年5月15日）
  - 馬場俊英のアルバム、『BABA TOSHIHIDE ALL TIME BEST 1996-2013～ロードショーのあのメロディ』の2枚目3曲目に収録。ババコブ名義。レコーディングに黒田は参加してないが、ライブではコブクロ2人で歌唱することもある。
13. SAKURA feat. KOBUKURO（2019年3月6日）
  - HONEST BOYZとのコラボレートシングル。コブクロの「桜」をHONEST BOYZがヒップホップアレンジした楽曲である。
14. Soul to Soul（2020年11月25日）
  - 布袋寅泰のコラボレーションアルバム。1曲目『Soul to Soul feat.コブクロ』に参加している。
15. 卒業（2021年3月19日）
  - 2020年リリースの楽曲をTWICEのSANAとのコラボで配信限定でリリース。「SANA from TWICE × コブクロ」名義

### タイアップ一覧
| 起用年 | 曲名                                       | タイアップ |
| ------ | ------------------------------------------ | --- |
| 2001年 | YELL〜エール〜                             | フジテレビ系『ウチくる!?』エンディングテーマ TBSテレビミニ番組『Yell』                                                        |
| 2001年 | Bell                                       | テレビ朝日系『やじうまワイド』テーマ                                                                                          |
| 2001年 | コンパス                                   | 奈良テレビ『気ままに歩こーく!』エンディングテーマ                                                                             |
| 2001年 | YOU                                        | テレビ朝日系『ベストポジションSPORTS』テーマ                                                                                  |
| 2001年 | miss you                                   | テレビ朝日系ドラマ『科捜研の女』主題歌                                                                                        |
| 2002年 | 風                                         | フジテレビ系『ウチくる!?』テーマ                                                                                              |
| 2002年 | 願いの詩                                   | 朝日放送・第84回全国高校野球選手権大会中継オープニングテーマ                                                                  |
| 2002年 | 太陽                                       | ロッテスイカバーCMソング |
| 2003年 | 愛する人よ                                 | 東京海上CMソング |
| 2003年 | 宝島                                       | 北海道テレビ放送『onちゃん夢パワー大冒険!』エンディングテーマ                                                                 |
| 2004年 | DOOR                                       | 福岡放送『アッコとマチャミの新型テレビ』テーマ 奈良テレビ『高校野球奈良県大会中継』2008年度テーマソング                       |
| 2004年 | 永遠にともに                               | NHK 『みんなのうた』 |
| 2004年 | Million Films                              | NTT西日本電報イメージソング カルビー ポテトチップスCMソング「忘れられない一枚」篇                                             |
| 2004年 | HUMMING LIFE                               | 新潟県選挙管理委員会 県知事選挙にみんな行こう!!キャンペーンCMソング                                                           |
| 2005年 | ここにしか咲かない花                       | 日本テレビ系ドラマ『瑠璃の島』主題歌                                                                                          |
| 2005年 | 桜                                         | フジテレビ系ドラマ『Ns'あおい』主題歌                                                                                         |
| 2005年 | 今と未来を繋ぐもの                         | NTT西日本電報イメージソング                                                                                                   |
| 2005年 | Starting Line                              | 第84回全国高等学校サッカー選手権大会応援歌                                                                                    |
| 2005年 | 東京の冬                                   | デンソーセンシングシステムCMソング                                                                                            |
| 2005年 | 六等星                                     | テレビ新広島キャンペーンソング                                                                                                |
| 2006年 | 君という名の翼                             | 朝日放送・テレビ朝日系ドラマ『レガッタ〜君といた永遠〜』主題歌 JAL先得割引CMソング                                            |
| 2006年 | あなたへと続く道                           | 松竹系映画「椿山課長の七日間」主題歌                                                                                          |
| 2006年 | 風・永遠にともに・Million Films            | テレビ朝日系ドラマ『一生忘れない物語』ドラマシナリオ原作曲                                                                    |
| 2006年 | 未来への帰り道                             | NTT西日本電報イメージソング                                                                                                   |
| 2007年 | 蕾（つぼみ）                               | フジテレビ系ドラマ『東京タワー〜オカンとボクと、時々、オトン〜』主題歌 第80回選抜高等学校野球大会開会式入場行進曲             |
| 2007年 | WINDING ROAD                               | 日産自動車キューブCMソング |
| 2007年 | 風見鶏                                     | 進研ゼミ大学合格発表CMソング（9種類全てで使用）                                                                               |
| 2007年 | 蒼く 優しく                                | 日本テレビ系ドラマ『ドリーム☆アゲイン』主題歌 JALCMソング                                                                     |
| 2007年 | WHITE DAYS                                 | 東宝系映画『銀色のシーズン』主題歌                                                                                            |
| 2007年 | Diary                                      | アサヒ飲料三ツ矢サイダーCMソング                                                                                              |
| 2008年 | あなたと                                   | 日産自動車キューブCMソング |
| 2008年 | 赤い糸                                     | 日本生命CMソング |
| 2008年 | 時の足音                                   | 日本テレビ系ドラマ『オー!マイ・ガール!!』主題歌 TBS系『夏うたドラマSP 幸せの贈り物』主題歌・ドラマモチーフ楽曲                |
| 2008年 | ベテルギウス                               | 日産自動車キューブCMソング |
| 2009年 | 虹                                         | JALCMソング |
| 2009年 | Summer rain                                | テレビ東京系アニメ『クロスゲーム』オープニングテーマ                                                                          |
| 2009年 | STAY                                       | TBS系ドラマ『日曜劇場・官僚たちの夏』主題歌                                                                                   |
| 2009年 | 天使達の歌                                 | 2009 東京タワーCMイメージソング                                                                                               |
| 2010年 | Layla                                      | サントリーペプシネックスCM出演                                                                                                |
| 2010年 | いつまでも変わらぬ愛を                     | TBS系ドラマ『土俵ガール!』主題歌                                                                                              |
| 2010年 | 流星                                       | フジテレビ系ドラマ『流れ星』主題歌                                                                                            |
| 2010年 | Blue Bird                                  | NHK教育テレビ系アニメ『バクマン。』オープニングテーマ                                                                         |
| 2011年 | 君への主題歌                               | 2010東京タワーCMイメージソング フジテレビ系「めざましテレビ」第2回 ロープジャンプ小学生 No.1決定戦テーマソング H.I.S CMソング |
| 2011年 | あの太陽が、この世界を照らし続けるように。 | 東宝系映画『岳-ガク-』主題歌                                                                                                  |
| 2011年 | シルエット                                 | H.I.S CMソング |
| 2011年 | 蜜蜂                                       | NTT西日本 CMソング |
| 2012年 | ココロの羽                                 | NHK・民放連共同キャンペーンin大阪「ラジオにタッチ!」テーマソング ラジオドラマ「6COLORS」テーマ曲                              |
| 2012年 | 蕾（つぼみ）                               | H.I.S CMソング |
| 2012年 | 夜空                                       | H.I.S CMソング |
| 2012年 | YELL〜エール〜                             | 東京海上日動CMソング |
| 2012年 | 紙飛行機                                   | フジテレビ系ドラマ『結婚しない』主題歌 H.I.S CMソング                                                                         |
| 2013年 | Blue Bird                                  | グリコ二段熟カレーCMソング |
| 2013年 | ダイヤモンド                               | 朝日放送・2013 ABC 夏の高校野球応援ソング 第95回全国高校野球選手権大会中継テーマ曲、熱闘甲子園テーマ曲                        |
| 2013年 | One Song From Two Hearts                   | ミズノベースボールCMソング |
| 2013年 | 未来切手                                   | グリコ二段熟カレーCMソング |
| 2013年 | GAME                                       | フジテレビ系ドラマ『家族の裏事情』主題歌                                                                                      |
| 2014年 | 今、咲き誇る花たちよ                       | NHKソチオリンピック、パラリンピックテーマソング                                                                               |
| 2014年 | 陽だまりの道                               | 関西テレビ・フジテレビ系ドラマ『ブラック・プレジデント』主題歌 紀陽銀行CMソング                                               |
| 2014年 | BEST FRIEND                                | 東京ドームシティ夏季イベント「ドラマチック遊園地withKOBUKURO」テーマソング                                                    |
| 2014年 | 信呼吸                                     | セイコーマートCMソング MJQウェディングCMソング                                                                                |
| 2014年 | 42.195km                                   | 大阪マラソン2014公式テーマソング                                                                                              |
| 2014年 | Twilight                                   | ワーナーブラザーズ映画『トワイライト ささら さや』主題歌                                                                      |
| 2015年 | 奇跡                                       | テレビ朝日系ドラマ『DOCTORS3 ～最強の名医～』主題歌                                                                           |
| 2015年 | 信呼吸                                     | 佐渡汽船CMソング |
| 2015年 | hana                                       | ロッテ ガーナ CMソング |
| 2015年 | 未来                                       | 東宝系映画『orange』主題歌 |
| 2016年 | SNIFF OUT!                                 | テレビ東京系ドラマ『警視庁ゼロ係〜生活安全課なんでも相談室〜』主題歌                                                          |
| 2016年 | 何故、旅をするのだろう                     | 山陽新幹線・九州新幹線 TV-CMソング                                                                                            |
| 2016年 | NO PAIN,NO GAIN feat.布袋寅泰              | 東京個別指導学院TV-CMソング                                                                                                   |
| 2016年 | STAGE                                      | テレビ朝日系ドラマ木曜ミステリー「警視庁・捜査一課長ヒラから成り上がった最強の刑事！」主題歌                                  |
| 2016年 | SUNRISE                                    | アサヒビールチューハイ「アサヒもぎたて」TV-CMソング                                                                           |
| 2016年 | 星が綺麗な夜でした                         | 東京タワー「天の川イルミネーション」テーマソング                                                                              |
| 2016年 | 未来                                       | テレビアニメ『orange』エンディング曲                                                                                          |
| 2016年 | tOKi meki                                  | ロッテ ガーナ CMソング |
| 2017年 | 心                                         | 東宝系映画『ちょっと今から仕事やめてくる』主題歌                                                                              |
| 2017年 | HELLO, NEW DAY                             | RIZAP KBCオーガスタゴルフトーナメント2017 大会公式ソング                                                                      |
| 2018年 | 君という名の翼                             | SUBARU「レヴォーグ」CMソング                                                                                                  |
| 2018年 | バトン                                     | 小野薬品工業CMソング |
| 2018年 | ONE TIMES ONE                              | アサヒビールチューハイ「アサヒもぎたて」TV-CMソング                                                                           |
| 2018年 | 君になれ                                   | 高野苺作漫画「君になれ」原案曲                                                                                                |
| 2018年 | 虹                                         | RIZAP KBCオーガスタゴルフトーナメント2018 大会公式ソング                                                                      |
| 2018年 | 風をみつめて                               | テレビ東京系ドラマ「ドラマBiz」『ハラスメントゲーム』主題歌                                                                   |
| 2018年 | 晴々                                       | ディップ「バイトル」CMソング                                                                                                  |
| 2019年 | 晴々                                       | H.I.S CMソング |
| 2019年 | 三日月                                     | 日本マクドナルド「月見バーガーシリーズ」CMソング                                                                              |
| 2019年 | 大阪SOUL                                   | 大阪マラソン2019公式テーマソング                                                                                              |
| 2020年 | Million Films                              | 関西電力CMソング |
| 2020年 | 灯ル祈リ                                   | カンテレ・フジテレビ系ドラマ『DIVER-特殊潜入班-』主題歌                                                                       |
| 2021年 | Star Song                                  | NHK BS1「スポヂカラ！」エンディングテーマ                                                                                     |
| 2021年 | Days (Instrumental)                        | ディップ「ワクチンインセンティブプロジェクト」CMソング                                                                        |
| 2022年 | この地球の続きを                           | 2025年 大阪・関西万博 公式テーマソング                                                                                        |
| 2023年 | エンベロープ                               | テレビ朝日系 金曜ナイトドラマ『リエゾン -こどものこころ診療所-』主題歌                                                        |

### ミュージック・ビデオ
コブクロのミュージック・ビデオ（MV）は、シングル曲（一部、両A面曲・配信シングルを除く）、一部のカップリング・アルバム曲にてMVが制作されており、コブクロのOfficial Youtube Channelで視聴することができる。
初期作品である「YELL〜エール〜」から「桜」までの13作と「赤い糸」を合わせた計14作は長らく公式MVはYouTube上にアップロードされていなかったが、2021年3月22日にメジャーデビュー20周年を記念し一斉に公開された。
| タイトル                                                         | 収録作品（初回限定盤DVD）         |
| ---------------------------------------------------------------- | --------------------------------- |
| 「桜」                                                           | 桜                                |
| 「君という名の翼」                                               | 蒼く優しく                        |
| 「蕾（つぼみ）」                                                 | 蒼く優しく                        |
| 「蒼く 優しく」                                                  | 5296                              |
| 「時の足音」                                                     | 時の足音                          |
| 「赤い糸」                                                       | 時の足音                          |
| 「ベテルギウス」                                                 | 虹                                |
| 「虹」                                                           | CALLING                           |
| 「STAY」                                                         | CALLING                           |
| 「YELL~エール~」～「あの太陽が、この世界を照らし続けるように。」 | ALL SINGLES BEST 2                |
| 「未来」(コミックス「orange」ver.)                               | コミックス orange6-未来- (限定版) |
| 「未来」(コミックス「orange」ver.2)                              | コミックス orange6-未来- (限定版) |

| リリース日 | リリース日 | 曲名                                       | 監督         | 公開日 | 公開日   | 備考                            |
| ---------- | ---------- | ------------------------------------------ | ------------ | ------ | -------- | ------------------------------- |
| 2001年     | 3月22日    | YELL〜エール〜                             | 河谷英夫     | 2021年 | 3月22日  |                                 |
| 2001年     | 6月20日    | 轍-わだち-                                 | 牧鉄馬       | 2021年 | 3月22日  |                                 |
| 2001年     | 11月21日   | YOU                                        | ウスイヒロシ | 2021年 | 3月22日  |                                 |
| 2002年     | 2月14日    | 風                                         | 鶴岡雅浩     | 2021年 | 3月22日  |                                 |
| 2002年     | 7月10日    | 願いの詩                                   | 鶴岡雅浩     | 2021年 | 3月22日  |                                 |
| 2002年     | 11月13日   | 雪の降らない街                             | 鶴岡雅浩     | 2021年 | 3月22日  |                                 |
| 2003年     | 4月9日     | 宝島                                       | 前畑貴文     | 2021年 | 3月22日  |                                 |
| 2003年     | 8月27日    | blue blue                                  | 前畑貴文     | 2021年 | 3月22日  |                                 |
| 2004年     | 5月12日    | DOOR                                       | 山本祥生     | 2021年 | 3月22日  |                                 |
| 2004年     | 10月14日   | 永遠にともに                               | 松本剛       | 2021年 | 3月22日  |                                 |
| 2004年     | 10月14日   | Million Films                              | 岸浩一郎     | 2021年 | 3月22日  |                                 |
| 2005年     | 5月11日    | ここにしか咲かない花                       | 井上哲央     | 2021年 | 3月22日  |                                 |
| 2005年     | 11月2日    | 桜                                         | 井上哲央     | 2021年 | 3月22日  |                                 |
| 2006年     | 7月26日    | 君という名の翼                             | 英勉         | 2014年 | 11月8日  |                                 |
| 2006年     | 9月27日    | 未来への帰り道                             | 岸浩一郎     | 2014年 | 11月8日  |                                 |
| 2007年     | 2月28日    | WINDING ROAD (絢香×コブクロ)               | 井上哲央     | 2014年 | 11月8日  |                                 |
| 2007年     | 3月21日    | 蕾                                         | 丹下鉱希     | 2014年 | 11月8日  |                                 |
| 2007年     | 11月7日    | 蒼く 優しく                                | 岸浩一郎     | 2014年 | 11月8日  |                                 |
| 2008年     | 9月24日    | あなたと (絢香×コブクロ)                   | A.T.         | 2014年 | 11月8日  |                                 |
| 2008年     | 10月29日   | 時の足音                                   | 須藤カンジ   | 2014年 | 11月8日  |                                 |
| 2008年     | 10月29日   | 赤い糸                                     | 山口保幸     | 2021年 | 3月22日  |                                 |
| 2008年     | 10月29日   | ベテルギウス                               | 長添雅嗣     | 2014年 | 11月8日  |                                 |
| 2009年     | 4月15日    | 虹                                         | 高田弘隆     | 2014年 | 11月8日  |                                 |
| 2009年     | 7月15日    | STAY                                       | 高田弘隆     | 2014年 | 11月8日  |                                 |
| 2010年     | 11月17日   | 流星                                       | 佐藤有一郎   | 2014年 | 11月8日  |                                 |
| 2011年     | 2月16日    | Blue Bird                                  | 佐藤有一郎   | 2014年 | 11月8日  |                                 |
| 2011年     | 4月27日    | あの太陽が、この世界を照らし続けるように。 | 佐藤有一郎   | 2014年 | 11月8日  |                                 |
| 2012年     | 11月28日   | 紙飛行機                                   |              | 2014年 | 11月8日  |                                 |
| 2013年     | 7月24日    | One Song From Two Hearts                   |              | 2014年 | 11月8日  |                                 |
| 2014年     | 2月19日    | 今、咲き誇る花たちよ                       | 佐藤有一郎   | 2014年 | 11月8日  |                                 |
| 2014年     | 6月4日     | 陽だまりの道                               | 大野敏嗣     | 2014年 | 11月8日  |                                 |
| 2014年     | 11月8日    | Twilight                                   | 大野敏嗣     | 2014年 | 11月8日  |                                 |
| 2015年     | 3月4日     | 奇跡                                       |              | 2015年 | 2月27日  |                                 |
| 2015年     | 4月20日    | hana                                       |              | 2015年 | 4月20日  |                                 |
| 2015年     | 12月16日   | 未来                                       |              | 2015年 | 12月4日  | コミックス「orange」ver.        |
| 2015年     | 12月16日   | 未来                                       |              | 2015年 | 12月4日  | 学園祭ver.                      |
| 2015年     | 12月16日   | 未来                                       |              | 2015年 | 12月6日  | 映画「orange -オレンジ-」ver.   |
| 2016年     | 3月23日    | 未来 (Acoustic ver.)                       |              | 2016年 | 3月25日  | コミックス「orange」ver.2       |
| 2016年     | 6月15日    | 何故、旅をするのだろう                     |              | 2016年 | 1月25日  |                                 |
| 2017年     | 5月11日    | 心                                         |              | 2017年 | 5月24日  |                                 |
| 2018年     | 4月11日    | ONE TIMES ONE                              | 田辺秀伸     | 2018年 | 4月3日   |                                 |
| 2018年     | 4月11日    | バトン                                     |              | 2018年 | 2月2日   |                                 |
| 2018年     | 4月11日    | 君になれ                                   |              | 2018年 | 4月11日  |                                 |
| 2018年     | 9月17日    | 晴々                                       | 中村哲平     | 2018年 | 10月9日  |                                 |
| 2018年     | 11月7日    | 風をみつめて                               | 西浦正記     | 2018年 | 10月23日 |                                 |
| 2019年     | 12月4日    | 大阪SOUL                                   |              | 2020年 | 1月10日  |                                 |
| 2020年     | 3月18日    | 卒業                                       |              | 2020年 | 3月17日  |                                 |
| 2020年     | 3月18日    | 卒業                                       |              | 2021年 | 2月12日  | Special Version [with SANA]     |
| 2020年     | 3月18日    | 卒業                                       | 佐伯雄一郎   | 2022年 | 2月8日   | 2022Ver.                        |
| 2020年     | 3月18日    | 卒業～合唱～                               |              | 2020年 | 2月12日  |                                 |
| 2020年     | 10月14日   | 灯ル祈リ                                   | 松永つぐみ   | 2020年 | 9月29日  |                                 |
| 2021年     | 3月19日    | 卒業 (SANA from TWICE×コブクロ)            |              | 2021年 | 3月19日  |                                 |
| 2021年     | 7月7日     | 両忘                                       | FUBI         | 2021年 | 6月24日  |                                 |
| 2021年     | 8月4日     | Star Song                                  | ウエダマサキ | 2021年 | 7月23日  |                                 |
| 2022年     | 3月30日    | Days                                       |              | 2022年 | 5月28日  |                                 |
| 2022年     | 7月19日    | この地球の続きを                           |              | 2022年 | 8月26日  | 1000 Days to Go! ライブver      |
| 2022年     | 7月19日    | この地球の続きを                           | 池田大       | 2022年 | 11月1日  | story ver                       |
| 2022年     | 7月19日    | この地球の続きを                           |              | 2022年 | 11月1日  | ミャクミャク ダンスver          |
| 2022年     | 7月19日    | この地球の続きを                           |              | 2022年 | 11月10日 | このほしキッズ ダンスver        |
| 2022年     | 7月19日    | この地球の続きを                           |              | 2022年 | 11月22日 | ダンスプラクティスver           |
| 2022年     | 7月19日    | この地球の続きを                           |              | 2022年 | 12月2日  | 御堂筋オータムパーティー2022ver |
| 2022年     | 7月19日    | この地球の続きを                           |              | 2023年 | 2月10日  | 盆踊りver                       |
| 2022年     | 7月19日    | この地球の続きを                           |              | 2025年 | 4月17日  | EXPO2025 ver                    |
| 2023年     | 3月1日     | エンベロープ                               |              | 2023年 | 3月1日   |                                 |
| 2024年     | 9月4日     | RAISE THE ANCHOR                           | 大澤健太郎   | 2024年 | 9月4日   |                                 |
| 2024年     | 9月4日     | 足跡                                       | 一宮忠士     | 2024年 | 11月1日  |                                 |
| 2024年     | 9月4日     | 雨粒と花火                                 | 頃之介       | 2024年 | 7月19日  |                                 |
| 2025年     | 7月16日    | THIS IS MY HOMETOWN                        | 阪田アキヒロ | 2025年 | 7月2日   |                                 |

### 受賞・就任歴
（2002年）
- 第16回日本ゴールドディスク大賞

『ニュー・アーティスト・オブ・ザ・イヤー』

（2005年）
- 第47回日本レコード大賞

『金賞』　「桜」

（2006年）
- 第48回日本レコード大賞

『金賞』　「君という名の翼」
- 第20回日本ゴールドディスク大賞

『ロック＆ポップ・アルバム・オブ・ザ・イヤー』　「NAMELESS WORLD」

（2007年）
- 第49回日本レコード大賞

『大賞』・『金賞』　「蕾（つぼみ）」
- 第21回日本ゴールドディスク大賞

『アルバム・オブ・ザ・イヤー』・『ザ・ベスト10アルバム』　「ALL SINGLES BEST」

（2008年）
- 第22回日本ゴールドディスク大賞

『ザ・ベスト10シングル』・『ザ・ベスト5着うたソング』・『ザ・ベスト5着うたフルソング』　「蕾（つぼみ）」

『ザ・ベスト10アルバム』　「5296」

（2012年）
- 第26回日本ゴールドディスク大賞

『ソング・オブ・ザ・イヤー・バイ・ダウンロード』・『ベスト5ソング・バイ・ダウンロード』　「流星」

（2013年）
- 第27回日本ゴールドディスク大賞

『ベスト5アルバム』　「ALL SINGLES BEST 2」

（2020年）
- 『2025年日本国際博覧会アンバサダー』就任[24]

（2024年）
- 『宮崎市栄誉賞』[25]

## NHK紅白歌合戦出場歴
| 年度/放送回               | 回 | 曲目                 | 備考          |
| ------------------------- | -- | -------------------- | ------------- |
| 2005年（平成17年）/第56回 | 初 | 桜                   | 紅白初出場    |
| 2006年（平成18年）/第57回 | 2  | 風                   |               |
| 2007年（平成19年）/第58回 | 3  | 蕾                   |               |
| 2008年（平成20年）/第59回 | 4  | 時の足音             |               |
| 2009年（平成21年）/第60回 | 5  | STAY                 |               |
| 2010年（平成22年）/第61回 | 6  | 流星                 |               |
| 2012年（平成24年）/第63回 | 7  | 紙飛行機             | 2年ぶりの出場 |
| 2013年（平成25年）/第64回 | 8  | 今、咲き誇る花たちよ | 前半トリ      |

## 出演

### ラジオ
- コブクロ Dear Songs（TOKYO FM、終了）
- コブクロの@llnightnippon.com（ニッポン放送、終了）
- 朝日新聞21STREET （FM802『RADIO COCOON』内、終了）
  - 2006年9月29日の21STREETで卒業する事になり、約4年半にわたるレギュラー番組に幕を下ろした。
- コブクロ　Thank you for waiting!（TOKYO FM、2012年7月8日）
  - 休養復帰後の初のメディア出演であった。
- コブクロのオールナイトニッポンGOLD（ニッポン放送、2018年12月14日）

他多数

### CM
- アサヒ飲料 WONDA モーニングショット 「朝の応援歌篇」「朝の飛行機出張篇」「朝のラッキーカラー篇」「朝の池ポチャ?篇」（2004年）
- サントリー ペプシネックス（2010年）（「Layla」をカバー、CM初主演）
- 「JR西日本」山陽新幹線、九州新幹線相互直通5周年（2016年）（「何故、旅をするのだろう」提供と同時に出演） [18]
- アサヒビールチューハイ「アサヒもぎたて」（2016年、2017年、2018年）（「SUNRISE」提供と同時に2016年3月29日から4月4日までの1週間限定で出演、2017年4月4日より新CM出演、2018年4月3日より「ONE TIMES ONE」起用の新CM出演）

## ライブ

### ストリートライブ
メジャーデビュー後にも積極的にストリートライブを行なっていることでも知られている。2013年12月20日放送のあさイチでは、黒田が「ストリートライブで全国を回ろうと思っている。スケジュールが空いてたらどんどん行こうということになっている。」と語っている。

結成20周年当日となる2018年9月8日には、インディーズ時代に土曜の8時からストリートライブを行っていた天王寺ミオでのストリートライブを行い、生配信した。同年10月には、ベストアルバムのリマスタリングの際に訪れていたロンドンにおいてもストリートライブを敢行した。
- 2008年12月12日、東京渋谷NHKホール前。
- 2013年10月17日、グランフロント大阪。
- 2013年10月18日、広島市アリスガーデン。
- 2013年10月21日、名古屋市栄パルコ前。
- 2013年10月22日、東京新宿駅前。
- 2013年12月13日、富山グランドプラザ前。
- 2018年9月8日、天王寺ミオ。
- 2018年10月7日、イギリスロンドン・トラファルガー広場。
- 2018年11月12日、大阪堺市役所前。

### ファンフェスタ
2002年から和歌山市内で開催されているライブ『ファンフェスタ』には、全国各地からファンが訪れる。地元ゲームソフト販売店「ミノスケ」社長がインディーズ時代の彼らに声を掛け、パトロンとして支援してきたのが縁であり、デビュー前から和歌山県内で多くのライブを行なってきた。コブクロの所属事務所が和歌山市にあるのはそのためである。それ故、和歌山はコブクロの二人が『第二の故郷』と呼ぶ場所となっている。初回である2002年は野外ライブとして和歌山マリーナシティで行なわれ、2003年〜2007年・2009年以降は同市内にある和歌山ビッグホエール（屋内会場）で行なわれている。2008年は結成10周年記念でもあり、紀三井寺陸上競技場（野外会場）で開催。和歌山市の観光協会なども全面バックアップ体制を敷くなど（競技場には県PRのための物産展も軒を連ねた）かつて無い大規模なものであった。2009年は全国民放FM53局とKDDIの協力により『MEET THE MUSIC LIVE with コブクロ・ファンフェスタ 2009』として、ファンフェスタの模様の一部が全国の民放FM53局で同時生放送された。
2010年まで毎年開かれていたが、活動休止を機に翌年から開催が途絶えた。しかし、7年ぶりの開催となった2017年から不定期で再び開催されている。

#### 一覧
- ファンフェスタ2002 2002年7月14日 ポルトヨーロッパ - 観客約3500人
- ファンフェスタ2003 2003年8月2日 和歌山ビッグホエール - 観客約6000人
- ファンフェスタ2004 2004年3月28日 和歌山ビッグホエール - 観客約6500人
- ファンフェスタ2005 2005年3月20日 和歌山ビッグホエール - 観客約7000人
- ファンフェスタ2006 2006年7月8日 和歌山ビッグホエール - 観客約7000人
- ファンフェスタ2007 2007年4月30日 和歌山ビッグホエール - 観客約7000人
- ファンフェスタ2008 2008年9月6日 紀三井寺運動公園陸上競技場 - 観客約25000人
- ファンフェスタ2009 2009年3月22日 和歌山ビッグホエール - 観客約7000人
- ファンフェスタ2010 2010年4月29日 和歌山ビッグホエール - 観客約7000人
- ファンフェスタ2011 2011年11月5日 和歌山ビッグホエール - 活動休止のため開催中止
- ファンフェスタ2017 2017年3月18日 和歌山ビッグホエール - 観客約6500人
- ファンフェスタ2018 2018年3月17日 和歌山ビッグホエール - 観客約6500人
- ファンフェスタ2021 2021年5月22日 和歌山ビッグホエール - 新型コロナウイルス感染症感染防止のためストリーミング開催

#### 関連地
- 紀三井寺運動公園陸上競技場
- ミノスケオフィスコブクロ
- 和歌山マリーナシティ
- 和歌山駅

## 書籍
| 枚 | リリース日     | タイトル                                                       |
| -- | -------------- | -------------------------------------------------------------- |
|    | 2001年8月29日  | SCORE＆SONGBOOK レコーディング完全密着本『Roadmade』           |
|    | 2002年8月28日  | レコーディング完全密着 スコア＆ソングブック『grapefruits』     |
|    | 2002年12月24日 | 絵本『雪の降らない街』                                         |
|    | 2004年3月24日  | Recording & Tour Official Book『STRAIGHT』                     |
|    | 2005年3月20日  | Recording & Tour Official Book『MUSIC MAN SHIP』               |
|    | 2006年7月13日  | Recording ＆ Tour Official Book『NAMELESS WORLD』              |
|    | 2008年12月24日 | Recording ＆ Tour Official Book『5296 -10 YEARS ANNIVERSARY-』 |
|    | 2010年3月18日  | Recording & Tour Official Book『CALLING』                      |
|    | 2015年3月26日  | Official Book『One Song From Two Hearts+』                     |

### 新聞
- ニュース和歌山 （日本語） - （2008年9月27日）掲載